# 미키 신이치로

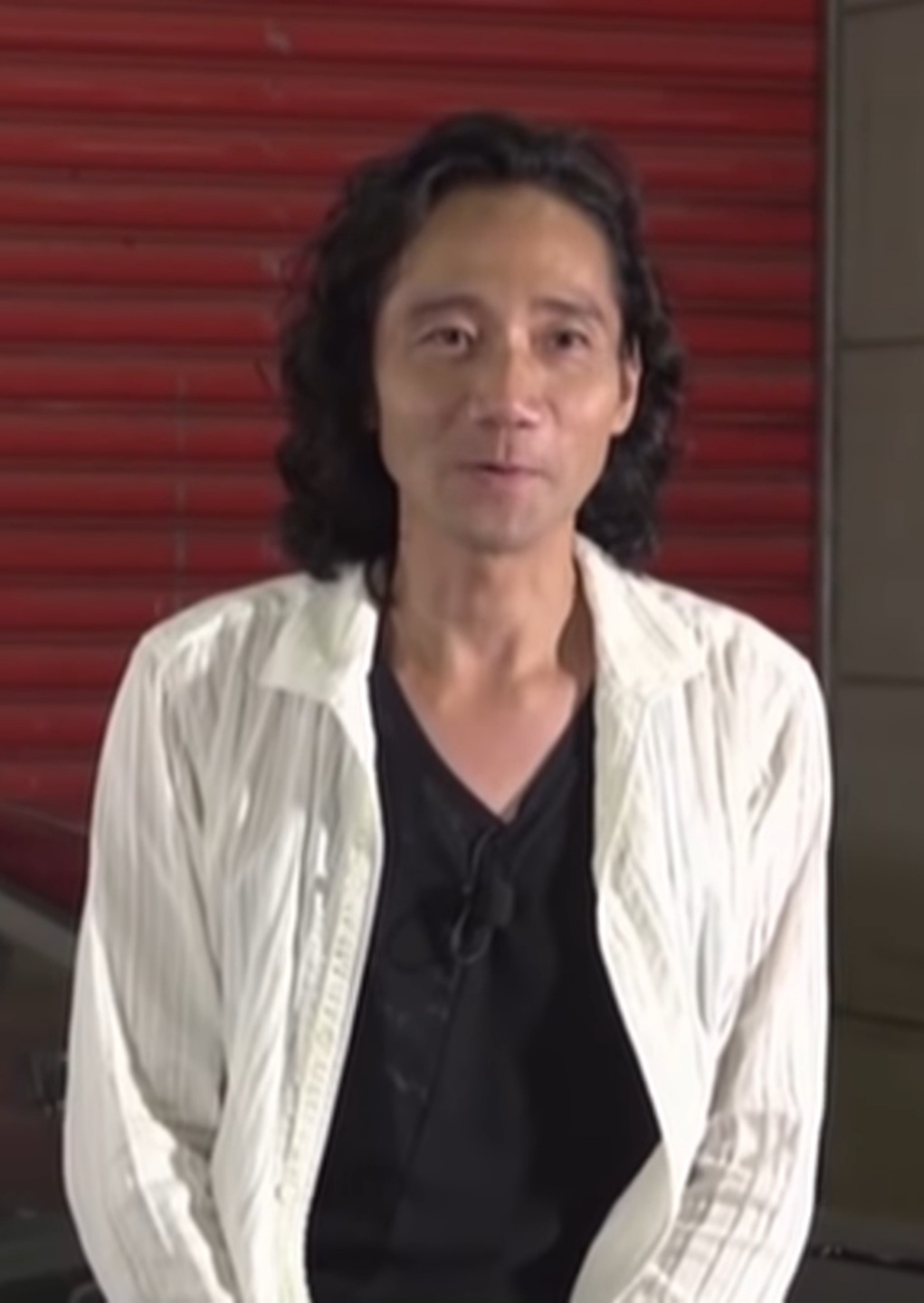

미키 신이치로(일본어: 三木眞一郎, 1968년 3월 18일 ~ )는 일본의 남성 성우이다. 도쿄도 출신이며, 81 프로듀스 소속이다.

## 경력
- 1989년 데뷔.
- 2010년 강철의 연금술사 FULLMETAL ALCHEMIST의 로이 머스탱 역으로 제4회 성우 어워드 '남우 조연상' 수상[1]
- 2014년 제 8 회 성우 어워드 토미야마 케이 상 수상[2]

## 출연작
※굵은 글씨는 주역·메인 캐릭터

### TV 애니메이션
1989년
- 마물사냥꾼 데몬헌터 - 학생C (데뷔작)
- 달려라 부메랑 - 카미사키 죠

1992년
- 어~이 료마 - 콘도 나가지로, 요시무라 엔타로
- 귀신의 호리 - 고본저
- 날아라 호빵맨 - 갈매기
- 치로링 마을 이야기 - 시로키치, 레터스
- 츠요시 똑바로 해 - 세이지
- 피구왕 통키 - 키노시타 츠요시(권총탄), 카우라 타카시(이봉원)
- 마법 프린세스 밍키 모모 - 폭주족 A, 스탭 A, 부하, 교사

1993년
- 공류위성 - 나오
- 포코냥(쿠스노키 노보루)

1994년
- 푸른 전설 슈트 - 루디
- 가라오케 전사 마이크 지로 - 젊은 어부
- 캡틴 츠바사 J - 와카바야시 겐조, 마테오
- 골 FH - 치다 유우, 히지카타 겐, 아나운서
- 진 다이버 - 드라이 6
- 엄청 버릇이 될 것 같아 - 오쿠노 호소미치
- 마크로스 7 - 이리나 하야카와, 딕
- 마법진 구루구루 - 론론
- 메탈 파이터 MIKU - 마루요네 킨타
- 몬타나 존즈 - 챠카 윤

1995년
- 아즈키쨩 - 후지켄 타쿠
- 앨리스 탐정국 - 하나가타 선생, 구, 킨야, 시마노왕자 외
- 공류모험기 쥬라트리버 - 사장
- 천지무용 - 기사, 철우
- 모쟈코 - 아나운서, 우정체험 머신, 홀리맨, 로키
- 버추어 파이터 2 - 유키 아키라
- 애천사전설 웨딩피치 - 야나기바 카츠야(천사 리모네)
- 환상게임(유우키 케이스케, 미아카의 오빠, 미물인 A)

1996년
- 감바! Fly high - 사나다 토시히코
- 초자 라이딘 - 난죠 카즈야/라이딘 크로
- 하멜의 바이올린 - 가이다
- 바케츠로 밥 - 소메 고로
- 폭주형제 렛츠&고 - 사원 A
- B'TX - 음몽
- 기동전함 나데시코 - 타카스기 사부로타
- 천공의 에스카플로네 - 아마노 진, 알렌 세자르

1997년
- 흡혈희 미유(TVA) - 라바, 기자, 버스 운전수
- VIRUS - 사지
- BURN-UP EXCESS - 핫산
- 폭주형제 렛츠&고 WGP - 에리히 클레멘스 루덴도르프
- 할렐루야 보이 II - 히비노 할렐루야
- YAT! 안심 우주여행 - 켄타로
- 폭렬시공 메이즈 - 퍼마운트 왕
- 비스트 워즈 - 인페르노
- 포켓몬스터(1997~2002) - 코지로, 히토카게(파이리), 리자드, 리자돈, 코터스, 이시츠부테(한국명 꼬마돌), 쥬뱃, 골뱃, 크로뱃, 히토데만(한국명 별가사리) 등외 단역 포켓몬

1998년
- AWOL -Absent Without Leave- - 장 비숍
- 제네레이터 가울 - 스즈키 코지
- 초속 스피너 - 나카무라 켄이치
- 트라이건
- 프린세스 나인 키사라기 여고 야구부 - 오기 교사
- 브레인 파워드 - 랏세 룸베르크
- 마스터 모스키튼 99 - 라이언
- 모모이로 시스터즈 - 타케구치 슈이치\
- 이니셜D(후지와라 타쿠미)
- 바이스 크로이츠(쿠도 요지)

1999년
- 이니셜 D Second Stage - 후지와라 타쿠미
- KAIKAN 프레이즈 - 후지도 유키후미
- 카우보이 비밥 - 하만
- 킨다이치 소년의 사건부 - 시도
- 더 빅오 - 올리버
- GTO - 오사와 히데로(극 초반 오니즈카의 교생실습 동료)
- 주간 스토리 랜드 - 유이치, 하야미 쇼, 아이다 쇼고
- 기수신세기 조이드 - 랄프
- 지구방위기업 다이가드 - 아오야마 케이이치로
- 베터맨 - 야나기 쇼
- 고쿠도군 만유기 - 니야리 자 프린스

2000년
- 아야시의 세레스 - 미카기
- 크레용 신짱 - 타카나미 노리오
- 잡동사니 기전 히오우 전기 - 아라시
- 그라비테이션 - 아이자와 타키
- 겟 키퍼즈 - 짐 스카이럭
- 핸드 메이드 메이 - 사오토메 타쿠야/사이버 X
- 어둠의 후예 - 츠즈키 아사토
- 육문천외 몬코레나이트 - 자하
- 은장기공 오디안 - 울프 에릭마이어
- Boys Be... - 오카자키 유우키

2001년
- 아르젠토 소마 - 릭 슈타이너
- 오프사이드 - 카야노 타카시
- 갤럭시 엔젤 - 루드비히, 사회자
- 사막의 해적 캡틴 쿠퍼 - 삼계탕[3]
- 소환교사 리얼 하우드 하이스쿨 - 쿄고쿠 세츠라
- 샤먼킹 - 크라이슬러
- 주간 스토리 랜드 - 히사마츠, 아이다 쇼고
- 정말 좋아해! 부부차차 - 앨런
- ARMS - 신구 하야토
- 명탐정 코난 - 우메모토
- 코코로 도서관 - 우에자와 쥰
- 마법전사 리우이 - 레너드 번슈타인

2002년
- 아소봇 전기오구 - 야즈, 카오스 2세
- 아따맘마 - 후배, 타이거 맨
- Weiß kreuz Glühen - 쿠도 요지
- 왕도둑 징 - 포스티노, 사회자
- 기강선녀 로우란 - 켄지 테츠야
- 갤럭시 엔젤 A - 켄싯 대위
- 겟 백커스 - 텐죠지 타카시
- 최종병기 그녀 - 데츠
- 사이보그 009 THE CYBORG SOLDIER - 칼
- 주간 포켓몬 방송국 - 코지로
- 도쿄 언더그라운드 - 아카이
- .hack/SIGN - 크림
- 드래곤 드라이브 - 야코우
- 히트가이 J - 슌 아우로라
- 나루토 - 미즈키
- 원반황녀 왈큐레 - 트리엄
- 최종병기 그녀 - 테츠
- 포켓몬스터 Advence Generation(2002~2006) - 코지로, 코타스
- 풀 메탈 패닉! - 쿠르츠 웨버
- 미래전사 오공 - 야즈

2003년
- R.O.D - 리 린호
- 아스트로 보이 철완 아톰 - 제리 비긴즈, 걸리버
- 에어마스터 - 코마다 시게오
- E'S OTHERWISE - 에드거 핸슨
- F-ZERO - 제임스 마크라우드
- 무적뱅커 크로켓 - 마론
- 탐정학원 Q - 나나미 코타로
- 피스메이커 쿠로가네 - 아오사와 나카조
- 마법 쓰기에 중요한 일 - 타카코의 남편
- 명탐정 코난 - 하기와라 켄지(304화 엑스트라)
- 야미와 모자와 책의 여행자 - 가르간츄어
- 원반황녀 왈큐레 12월의 야상곡 - 토리엄
- 라임색 전기담 - 우마카이 신타로
- 라스트 엑자일 - 모랑 셰트런드
- 디지캐럿뇨 - W.C 니쿠오루
- 스크랩드 프린세스 - 샤논 카슬
- 풀 메탈 패닉 후못후 - 쿠르츠 웨버
- 마탐정 로키 라그나로크 - 야미노 류스케
- 록맨 에그제 Axess - 버너맨.EXE

2004년
- 이니셜 D Fourth Stage - 후지와라 타쿠미
- 쾌걸 조로리 - 단쿠
- 오늘부터 마왕 - 진왕
- 사무라이 세븐 - 큐소
- 사무라이 참프루 - 히시카와 모루노부
- 천상천하 - 밥 마키하라
- 머나먼 시공 속에서 시리즈 - 미나모토노 요리히사
- 뷰티풀 죠 - 아라스톨
- 무적코털 보보보 - 할레쿨라니
- HiME - 이시우에 히루
- 에어리어 88 TV - 신죠 마코토
- 학원 앨리스 - 페르소나
- 블리치 - 우라하라 키스케, 통행인
- 오토기조시 - 미나모토노 라이코우, 만사이 라쿠

2005년
- IGPX - 알렉스 커닝덤
- 우에키의 법칙 - 매슈
- 가라스의 가면 - 사토 미시게
- 기동 신센구미 모에화 검 - 히라가 겐나이
- 지옥소녀 - 에스퍼 와타나베
- 블랙 잭 - 오카즈 야츠키
- 좋아하는 것은 좋으니까 어쩔 수 없어!! - 미나토 신이치로
- 풀 메탈 패닉! 더 세컨드 레이드 - 쿠르츠 웨버
- AIR - 타치바나 케이스케
- 블랙캣 - 크리드 디스켄스
- 츠바사 크로니클 - 토우야
- 파라다이스 키스 - 키사라기 세지

2006년
- 페이트/스테이 나이트 - 어쌔신
- 은혼 - 사카모토 타츠마
- 포켓몬스터 Diamond & Pearl(2006~)- 코지로, 모부기, 수풀부기, 토대부기
- 키바 牙-KIBA- 로베스
- 학원 헤븐 BOY'S LOVE HYPER! - 나루세 유키히코
- 슈퍼로봇대전 OG 디바인 워즈 - 류세이 다테
- 츠바사 크로니클 2기 - 모모야
- 천보이문 아야카시 아야시 - 에도 겐바츠
- 도쿄 트라이브 2 - 소코이
- .hack//Roots - 쿤
- 펌프킨 시저스 - 레오닐 테이라
- Fate/stay night - 어쌔신
- 프린세스 프린세스 - 사카모토 에이키
- 쾌걸 조로리 - 단쿠

2007년
- 기동전사 건담00 - 록온 스트라토스, 라일 디란디
- 만안 미드나이트 - 시마 타츠야
- 강철삼국지 - 주유
- 블루드래곤 - 루메르
- 엘 카자드 - 하인츠 슈나이더
- 킨다이치 소년의 사건부SP - 조 타츠야
- DARKER THAN BLACK -흑의 계약자- - 에릭 니시지마
- D.Gray-man - 벅 창
- Devil may Cry - 모데우스
- 머나먼 시공 속에서 3 - 아리카와 마사오미
- BUZZER BEATER - 장군
- 명탐정 코난 - 토키츠 쥰야(479화 엑스트라)
- 못케(한국명:샤먼 시스터즈) - 형
- REIDEEN - 마에다자키 타로
- 완간 미드나이트 - 시마 타츠야

2008년
- 기동전사 건담00 세컨드 시즌 - 록온 스트라토스, 닐 디란디
- 서양골동양과자점 - 오노 유스케
- 디그레이맨 - 벅 창
- 오늘부터 마왕 3기 - 진왕
- 키라링☆레볼루션 STAGE3 - 사회자
- 크리스탈 블레이즈 - 슈
- 쿠로즈카 - 아라시야마
- 고르고13 - 가츠 도벨(11화에서 고르고13과 대결한 단역 스나이퍼)
- 스케어크로맨 - 스콧
- 절대가련 칠드런 - 미츠오
- 트러블 - 피카리
- 파천황유희 - 바로크 히트
- 무한의 주인 - 시라
- 망량의 상자 - 마스오카 노리유키
- 모노크롬 팩터 - 이시노 카이

2009년
- 공중그네 - 호시야마 준이치
- 게게게의 키타로 - 하나의 작은 눈알무리
- 바보 형제 이야기 - 세이다 슈스케
- 극상!메챠모테 위원장 - 텐시로 타카미
- 코바토。 - 오키우라 카즈토
- 고르고13 - 리(46화에 등장한 홍콩계 영화배우)
- 하늘의 유실물 - 미노스
- 미치코와 핫친 - 줄리오
- 명탐정 코난 - 아엔 유우
- RIDEBACK - 로마노프 카렌파프
- ONE OUTS - 윌리엄스
- 강철의 연금술사 BROTHERHOOD - 로이 머스탱

2010년
- 배신자는 내 이름을 알고 있다 - 기오우 타치바나
- 크게 휘두르며 ~여름대회편~ - 미하시의 아버지
- 슈퍼로봇대전 OG 디 인스펙터 - 류세이 다테
- STAR DRIVER 빛의 타쿠토 - 카타시로 료스케
- 하늘의 유실물 f - 미노스
- 머나먼 시공 속에서 ~끝나지 않는 운명~ - 아리카와 마사오미
- 팬티&스타킹with가터벨트 - 아나운서, 사회자
- 박앵귀 - 히지카타 토시조
- 박앵귀 벽혈록 - 히지카타 토시조
- 배신자는 내 이름을 알고 있다 - 기오우 타치바나
- 쌍둥이 맑음 - 건우
- 포켓몬스터 BW - 코지로, 주리비얀(츠타쟈)

2011년
- UN-GO - 카이쇼 린로쿠
- 은혼 - 사카모토 타츠마
- 크레용 신짱 - 왕자님
- 개구리 중사 케로로 - RD-00, 스태프
- 시큐브 - 히무라 스나오, 전화 목소리
- 도라에몽 - 데폰 알렉스
- 토리코 - 스타쥰
- Dororon 엔마군 메라메라 - 마크 엔젤
- 나루토 질풍전 - 미즈키
- NO.6 - 요우민
- 효게모노 - 타카야마 우콘
- 마법소녀 마도카☆마기카 - 호스트 B
- 링에 걸어라 1 세계대회편 - 아폴론
- 토리코 (스타 쥰)

2012년
- 니세모노가타리 - 카이키 데이슈
- 이니셜 D Fifth Stage - 후지와라 타쿠미
- 에어리어의 기사 - 이와시로 텟페이
- 너와 나2 - 점장
- 쿠로코의 농구 - 아이다 카게토라, 나레이션
- CØDE:BREAKER - 히토미
- 골판지 전기 W - 빌리 스타리온
- 여름색 기적 - 미즈코시 씨(사키의 아버지)
- 박앵귀 여명록 - 히지카타 토시조
- BRAVE10 - 나오에 가네츠구
- 포켓몬스터 베스트위시 - 코지로, 불비달마 등 다수 포켓몬
- 마기 - 은행가 마루키오/이스난
- Robotics;Notes - 사와다 토시유키

2013년
- 아웃브레이크 컴퍼니  - 가리우스 엔 코르드발
- 킬라킬 (미키스기 아이쿠로)
- 아이카츠! - 니지가하라 마코토
- 이나즈마 일레븐 GO 갤럭시 - 포토무리
- 은여우 - 긴타로(TVA)
- 치하야후루2 - 앤서니 리프
- 더 파이팅 The Rising - 사와무라 류헤이
- 팔견전-동방팔견이문- - 이누야마 도세츠
- 헌터X헌터 리메이크 - 노부
- 프리티 리듬 레인보우라이브 - 노리즈키 진
- 포켓몬스터 XY - 코지로 외 단역 포켓몬
- 마기 - 이스난
- 무시부교 - 모치즈키 로쿠로
- 모노가타리 세컨드 시즌 - 카이키 데이슈
- 부르잖아요, 아자젤씨 - 변태 48면상

2014년
- 아마기 브릴리언트 파크 - 죠
- 저, 트윈 테일이 됩니다 - 빠삐용 길디
- GO-GO 다마고치! - 모후모후치
- 스미코 - 요시다 노고로
- 트리니티 세븐 - 학원장
- 흐린 하늘에 웃다 - 카가미 나오토
- 하이큐!! - 오이와케 타쿠로
- 하나모노가타리 - 카이키 데이슈
- Fate/stay night [Unlimited Blade Works] - 어쌔신
- 블랙 불릿 - 나기사와 쇼마
- 포켓몬스터 XY 특별편 - 루이의 한카리아스
- 마기 the kingdom of magic - 이스난
- 로그 호라이즌 2 - KR

2015년
- 만화로 배우는 심신의학 - 신나이 료
- 우시오와 토라 - 라이신
- 은혼° - 사카모토 타츠마
- Classroom☆Crisis - 이브라 알링톤
- 콘크리트 레볼루티오 초인환상 - 히토요시 마고타케
- 대 마도학원 35시험소대 - 오토리 소게츠
- 트리아지 X - 이누나키 신이치로
- 일곱 개의 대죄 - 슬레이더
- 팩 월드(게임 팩맨 기념애니) - 미이라, 마성의 입술
- 포켓몬스터 XY&Z - 코지로 외 단역 포켓몬
- 원펀맨 - 사교권의 스넥

2016년
- 홍각의 판도라 - 죠 라이트 오장
- 배틀 스피리츠 열화귀 피닉소울 - 수수께끼의 어른
- 콘크리트 레볼루티오 ~ 초인 환상 ~ THE LAST SONG - 히토요시 마고타케
- 바쿠온! - 린의 아버지
- 박앵귀 오토기조시 - 히지카타 토시조
- 드래곤볼 슈퍼 - 자마스
- 일곱 가지 대죄 성전의 전조 - 슬레이더
- 타임 트래블 소녀 ~ 마리&와카와 8명의 과학자들~ - 벤저민 프랭클린
- 원피스 - 페드로
- 포켓 몬스터 Sun & Moon - 코지로 외
- 모브사이코 100 - 코야마
- ReLIFE - 리라이프 연구소의 상사 ②
- 3월의 라이온 - 시마다 카이
- 문호 스트레이독스: 흑의 시대 (2기) - 앙드레 지드

2017년
- 유녀전기 - 레르겐[4]
- 초 · 소년 탐정단 NEO - 나레이션[5]
- 풀 메탈 패닉 - 쿠르츠 웨버 (가을 방영예정)
- 세이렌 - 유키 쇼무 (히카리가 알바하는 바의 점장)
- 은혼 - 사카모토 타츠마

2019년
- 앙상블 스타즈! - 히다카 세이야 (히다카 호쿠토의 아빠)

### OVA
1989년
- 이스 (자위 단원)
- 악마 사냥꾼 데몬 헌터 (학생 C)

1990년
- ADPOLICE
- 갓데무 (에릭)
- 마물 헌터 요코2 (사노)
- 녹색 들판 미궁

1991년
- DETONATOR 오건
- BURN-UP
- 불꽃의 전학생

1992년
- 창세기 기계 사 가이아스 (가짜)
- BASTARD !! - 암흑의 파괴 신 - (병사)
- 삼색 털 고양이 홈즈의 유령 성주

1993년
- 오늘부터 우리는 !! (사가와 나오야 마스다)
- 제노 사이버 허 계의 마수
- 특수 전차 대 도미 니온 (감식 관)

1994년
- 푸른 하늘 소녀대 ( 이스 루기 타쿠야 )
- I · R · I · A ZEIRAM THE ANIMATION (경비 B)
- 쾌락의 방정식 LEVEL-C (혼죠 가즈오 미)
- GATCHMAN (블랙 버드)
- KEY THE METAL IDOL (츠루기 히카루)
- 상남2인조! (일본명: 상남순애조) (木田)
- 플라스틱 리틀
- 화성 (P-3C 조종사)
- 와일드 7 (비서)

1995년
- SM 걸즈 세이버 마리오넷 R (산 체스트)
- 날씨 언니 (미야모토)
- 날씨 언니 2 (미야모토)
- 하급생 MY PRETTY CLASS STUDENT ( 나나호시 카케루 )
- 감벽의 함대 (鈴木恒明) - 발음을 도저히 못찾겠음
- 프린세스 미네르바 (야아 마하)

1996년
- 웨딩 피치 DX ( 야나기바 카즈야 )
- 아가씨 수사망 (모루코후)
- 각오의 스스 메 (시마다 카즈)
- 카멜레온 5 (新屋力)
- 작은 철의 대모험 (무카이 켄이치)
- 타툰★ 마스터 (히드라 에다)
- 환상게임 (유우키 케이스케)

1997년
- 세기말麗魔伝키메이라 (존 로이)
- B'TX NEO (冥夢)
- 환상게임 두번째장 (유우키 케이스케)
- 마나미 & 나미 스프라이트 (마사야)

- 유작(소가 무네미츠)

1998년
- 뱀파이어 미유 Integral ( 라바 )
- 은하 영웅 전설 외전 천억의 별 천억의 빛 (마르틴 부크홀츠)
- 지오 브리더즈 ( 타바 요이치 )
- 슬레이어즈 엑설런트 (알폰스)
- 피카츄의 겨울 방학 ( 꼬마 돌 )
- MASTER 키튼 (프랭크 밀러)

- 철권 OVA(리 챠오랑)
- 청의 6호(윤명해)

1999년
- 최유기 (焔椎)
- 졸업 M~ 우리들의 카니발 ~ (鴬谷雪之丞)
- 태양의 배 소루비안카 (부스터)
- 초신희 단가이저 3 (D · D)
- 바이스 크로이츠 verbrechen / strafe ( 요지 )
- HARLOCK SAGA 니 벨룽의 반지 (파프너)
- 피카츄의 겨울 방학 2000 (발챙, 꼬마 돌)

2000년
- 엑스 드라이버 (藤堂奨)
- sin THE MOVIE (팀)
- 천사 금렵구 (카탄)
- 피카츄의 겨울 방학 2001 (꼬마 돌)

2001년
- 환상 게임 외전 -영광전 - (유우키 케이스케)

2002년
- I'll/CKBC（야마자키 요시키）
- .hack//GIFT（크림）

- 머나먼 시공 속에서 자양화의 꿈(미나모토노 요리히사)

2003년
- 아쿠에리안 에이지 SagaII~Don't forget me ... ~ (레이 알카드)
- 기동 신선조 불타라 검 (히라가 겐나이)
- 서브마린 707R (아서 )
- 양의 노래 ( 미나세 )

- 머나먼 시공 속에서 2 백룡의 무녀(미나모토노 요리타다)
- 아이실드 21 점프페스타 OVA(히루마 요이치)

2004년
- 왕 도둑 JING in Seventh Heaven ( 포스티노 )
- 봄을 안고 있었다 ( 카토 요지 )
- 피카츄의 여름 축제 ( 코 터스 )
- 라임 색 전기담 남국 꿈 낭만 (마카이 신타로)

2005년
- 최종병기 그녀 OVA: Another Love Song(테츠)
- 린의 날개(코토우 힌)
- 슈퍼로봇대전 OVA(류세이 다테)

- 슈퍼 로봇 대전 ORIGINAL GENERATION THE ANIMATION ( 류세이 다테 )
- 세인트 세이야 명왕 하데스 명계 편 ( 천웅성 가루다 아이 아 코스 )
- 천상 천하 ULTIMATE FIGHT (밥 마키하라)
- 아빠와 KISS IN THE DARK ( 무나카타 쿄스케 )
- 피카츄의 귀신 카니발 ( 고스트 )

2006년
- 풀 메탈 패닉! 비교적 한가한 전대 길이의 하루 (쿠르츠 웨버)
- 피카츄의 장난 꾸러기 아일랜드 ( 누마쿠로 )
- 마이 -乙HiME Zwei (왓타루 · 이시가민)

2007년
- 오늘부터 마왕! R (진왕)
- 진 구세주 전설 북두의 권 유리아 전 ( 레이 )
- 스트레이트 재킷 ( 레이오트 스타인버그 )
- .hack // GU Returner ( 쿤 )
- 겨울 매미 ( 쿠사카 토우마 )
- 피카츄 탐험 클럽 ( 모 부기 )

2008년
- '이매진 애니메이션 " ( 지크 )
- 극장판 은혼 ~白夜叉탄생 ~ 예고편 (사카모토 다츠마)
- 배트맨 고담 나이트 ( 브루스 웨인 )
- 피카츄 얼음의 대모험 (모 부기)

2009년
- 세인트 세이야 THE LOST CANVAS 명왕 신화 (양자리 시온)
- 피카츄 반짝이 다이 창작! ( 수풀 부기 )

2010년
- 피카츄의 이상한 이상한 대모험 ( 토대 부기 )
- 부녀자의 품격 (셈)

2011년
- FATE: Carnival Phantasm (어쌔신)
- 제멋대로 카이조 (마리오)
- SUPERNATURAL: THE ANIMATION (제이크)
- 박 앵귀 설화록 ( 히지카타 토시조)

2012년
- 아이노 쿠사비 제 2 기 ( 캇체 )
- Holy Knight (클리프)

2013년
- 암살 교실 ( 레드 아이 ) ※ 점프 슈퍼 애니메이션 투어 2013 상영 작품

2014년
- 은혼 "布団に入ってから拭き残しに気付いて寝るに寝れない時もある" (사카모토 다츠마) ※ 코믹스 제 58 권 DVD 동봉판

2015년
- 토리아즈 X (이메나키 신이치로) ※ 코믹스 12 권 Blu-ray있는 한정판

### Web 애니메이션
2005년
- 린의 날개 (고츠도우 힌)

2006년
- 전율의 미라지 포켓몬 ( 코지로 )

2008년
- 메구미 (동료 )

2015년
- 만화로 배우는 심신의학 ( 신나이 료우 )
- 닌자 슬레이어 PM 애니메이션 (나카타)

2016년
- 달력 이야기 (카이키 데이슈)

### 극장판
1993年
- 푸른기억 만주개척과 소년들（다나카 준페이）

1994年
- 아랑전설 -THE MOTION PICTURE-（라오콘 고다마스）
- 다크사이드 블루스（크리스）

1996년
- 영화 크레용 신짱: 헨더랜드의 대모험(역무원)

1998년
- CG판 비스트 워즈 격돌!비스트 전사(인페르노)
- CG판 비스트 워즈 메탈스(인페르노)
- 퍼펙트 블루
- 극장판 포켓 몬스터 뮤츠의 역습 (코지로, 사토시의 리자몽, 카스미의 별가사리)
- 피카츄의 여름 휴가(리자몽, 꼬마돌)

- 기동전함 나데시코 The Prince of Darkness(타카스키 사부로타)

1999년
- 비스트 워즈 메탈스 콘보이 대변신!(인페르노)
- 극장판 포켓 몬스터 환상의 포켓몬 루기아의 탄생(코지로, 사토시의 리자몽, 카스미의 별가사리)
- 피카츄 땅(애칭)권태(타마 타마)

2000년
- 극장판 포켓 몬스터 결정탑의 제왕 ENTEI(코지로, 사토시의 리자몽, 카스미의 별가사리, 카스미의 슈륙챙이, 타케시의 즈뱃)

- 피츄와 피카츄(히토데만(별가사리))
- 극장판 에스카플로네(알렌 세자르)

2001년
- 이니셜D Third Stage -INITIAL D THE MOVIE-（후지와라 타쿠미）

- 극장판 포켓몬스터 세레비 시간을 초월한 만남(코지로(로이))

2002년
- 엑스 드라이버 the Movie(랄프)
- 극장판 포켓 몬스터 물의 도시의 수호신 라티아스와 라티오스(코지로, 카스미의 왕 구리, 타케시의 크로뱃)

2003년
- 춤추는 포켓몬 비밀 기지(코지로)
- 극장판 포켓몬스터 AG 아름다운 소원의 별 지라치 (코지로, 플라이곤)

2004년
- 극장판 포켓몬스터 AG: 열공의 방문자 테오키스(코지로, 사토시의 코터스)
- 명탐정 코난 은익의 요술쟁이(신조 이사오)

2005년
- 극장판 포켓 몬스터 어드밴스 제너레이션 뮤와 파도의 용자 루카리오(코지로)

- 극장판 AIR(타치바나 케이스케)

2006년
- 극장판 머나먼 시공 속에서 마이히토요 (미나모토노 요리히사)

2007년
- 극장판 BLEACH The DiamondDust Rebellion 또 하나의 빙륜환 (우라하라 키스케)
- 극장판 포켓몬스터 DP: 디아루가 VS 펄기아 VS 다크라이 (코지로,사토시의 모부기)
- . hack//G.U. TRILOGY(쿵)

2008년
- 극장판 스트레이트 재킷(레이오트・스타인버그)
- 극장판 BLEACH Fade to Black네 이름을 부른다(우라하라 키스케)
- 극장판 포켓몬스터 기라티나와 하늘의 꽃다발 쉐이미 (코지로, 사토시의 모부기)

2009년
- 극장판 포켓 몬스터 다이아몬드&펄 아르세우스 초극의 시공으로 - 코지로, 사토시의 수풀 부기
- 부처 재탄-The REBIRTH of BUDDHA (수수께끼의 스님 각념)

2010년
- 가시의 왕 -King of Thorn- (피터 스티븐스)
- 우주 쇼에 어서 오십시오 (애완 동물 대왕)

- 극장판 은혼 신역홍앵편 (사카모토 타츠마)
- 극장판 Fate / stay night UNLIMITED BLADE WORKS (어쌔신)
- 극장판 포켓 몬스터 DP 환영의 패자 조로아크 (코지로, 사토시의 도다이도스)

- 극장판 기동전사건담 더블오 Waeking Of Trailblazer (록온 스트라토스<라일 디란디>)

2011년
- UN-GO episode:0인과론(카이쇼 린로쿠)
- 극장판 하늘의 유실물 시계 태엽 아이 여신(하늘의 마스터)
- 극장판 포켓 몬스터 베스트 위시 빅비크티니와 흑의 영웅 제크로무 비크티니와 백의 영웅 레시라무 (코지로)
- 토와노쿠온 (카미시로 겐지)
- 강철의 연금 술사 비탄의 언덕의 성스러운 별(로이 머스탱)

2012년
- 극장판 포켓 몬스터 베스트 위시 큐레무 VS세인트 검객 케르디오 (덴트의 암팰리스)
- 멜로 에타의 반짝 반짝 리사이틀(암팰리스)
- 극장판 마법 소녀 마도카 ☆ 마기카[전편]시작의 이야기(호스트)
- 신비의 법(유 치카)
- 꽃의 시녀 고딕메이드(유고・마우자)

2013년
- 킬라킬 (""미키스기 아이쿠로"")
- 극장판 은혼 완결편 해결사여 영원 하라 (사카모토 다츠마)
- 극장판 박앵귀 제 1장 교토 난무 ( 히지카타 토시조)
- 극장판 포켓몬스터 베스트위시 신의 속도 게노세크트 뮤츠의 각성  (코지로 사토시의 리자 덴트의 이와빠레스)
- 스타 드라이버 THE MOVIE (카타시로 · 료스케 )
- 극장판 토리코 미식신의 스페셜 메뉴 (스타 쥰)

2014년
- 극장판 박앵귀 제 2장 사혼창궁 ( 히지카타 토시조 )
- 피카츄 이것은 무슨 열쇠? (루챠부루)
- 포켓몬 더 무비 XY -파괴의 고치와 디안시- (코지로 사토시의 루챠부루 마릴린의 마 폭시 )
- 낙원 추방 -Expelled from Paradise- ( 딩고 <자리쿠 · 카지와라> )

2015년
- 코드 기어스 망국의 아키토 제 3 장 "빛나는 자 하늘에서 내려오다"(부라도 폰 부라이스가우)
- 시체들의 제국 (알렉세이 카라마조후 )
- 하모니 (엘리야 · 봐시로후])
- 피카츄 포켓몬 뮤직 대 (루챠부루, 디그 다 , 꼬마 돌, 왕 구리)
- 포켓몬 더 무비 XY 후파: 광륜의 초마신 (코지로, 라티 오스 )

2016년
- KING OF PRISM by Pretty Rhythm ( 노리츠키 진 )
- 신 극장판 이니셜 D Legend3- 비몽사몽 - (86 남자 )
- 포켓몬 더 무비 XY & Z 볼케니온: 기계왕국의 비밀 코지로, 사토시의 루챠부루, 후딘 , 헤라 크로스 )

2017년
- 극장판 트리니티 세븐 (학원장)

2018년
- 너의 췌장을 먹고 싶어 (아빠)
- 극장판 포켓몬스터 모두의 이야기 (코지로)
- 안녕, 티라노: 영원히, 함께 (티라노)

2019년
- 극장판 포켓몬스터 뮤츠의 역습 EVOLUTION (코지로)
- 극장판 유녀전기
- 극장판 포켓몬스터 코코 (코지로)

2020년
- 귀멸의 칼날: 나타구모산 편 (카마도 탄쥬로)

2021년
- 극장판 주술회전 0

2022년
- 명탐정 코난: 할로윈의 신부 (하기와라 켄지)

2024년
- 포켓몬스터: 성도지방 이야기, 최종장 (로이)

2025년
- 킹 오브 프리즘 -유어 엔드리스 콜- 모두 빛나라! 프리즘 투어즈 (노리즈키 진)

### 게임
1993년
- 계기식 루가(바이스)

1994년
- 바스텟도(랄그라임)
- 배틀 ZEQUE)

- 버추어 파이터2 (유키 아키라)

1995년
- 계기식 루가 II(바이스)
- 스트리트 파이터 ZERO(사갓토)

1996년
- 인조 인간 하카이다ー-라스트 저지먼트-(구루 제프)
- 스트리트 파이터 ZERO2(사가트)
- 스트리트 파이터 ZERO2 ALPHA(사가트)
- Princess Quest(위로)

- TIZ -Tokyo Insect Zoo- (한묘)
- 버추어 파이터3 (유키 아키라)
- 신 슈퍼 로봇 대전 (류세이 다테)

1997년
- 유작 (소가 무네미츠)
- 천외마경 제4의 묵시록 (순은의 블리자드)
- 랑그릿사2 (스코트)
- 이 세상의 끝에서 사랑을 노래하는 소녀 YU-NO (토요토미 히데오)
- 스트리트 파이터 제로 2 (사가트)

1998년
- 두근두근 메모리얼1 드라마 Vol.2 채색의 러브송 (사와타리 토오루)
- 소년탐정 김전일 성현도 슬픔의 복수귀 (오오야마 타카시)
- 에어 가이츠 (세피로스)
- 사쿠라 대전2 ~그대, 죽지 말아요~ (아마카사 시로)
- 스트리트 파이터 제로 3 (사가트)

1999년
- 두근두근 메모리얼1 드라마 Vol.3 여행의 시 (사와타리 토오루)
- 데바이스 레인 (J.B.)
- 북으로. White Illumination (아오키츠 키노요루)
- 아크 더 래드3 (베르할트)
- 그로우 랜서 (아리오스트)
- 유구환상곡3 Perpetual Blue (제파 볼티)

2000년
- 머나먼 시공 속에서 (미나모토노 요리히사)
- 슈퍼 로봇 대전α (류세이 다테)
- 유구조곡 All Star Project (제파 볼티)
- 불타라! 저스티스 학원 (나미카와 나가레)

2001년
- CAPCOM VS. SNK 2 MILLIONAIRE FIGHTING 2001 (사가트)
- 슈퍼 로봇 대전α 외전 (류세이 다테)
- 왕자님LV1 (레이븐 로스트하트)
- 버추어 파이터4 (유키 아키라)
- AIR (타치바나 케이스케)
- 머나먼 시공 속에서2 (미나모토노 요리타다)
- 대난투 스매시브라더스DX (핫삼, 히토데만(별가사리))
- 록맨X6 (브레이즈 히트닉스)

2002년
- 왕자님 LV1 (레이븐 로스트 하트)
- 학원 헤븐 BOY 'S LOVE SCRAMBLE! ( 나루세 유키히코 )
- 가레리안즈: 애쉬 ( 애쉬 )
- 기동 신선조 타올라라 검 (히라가 겐나이)
- GALAXY ANGEL (에오니아 트랜스바를)
- SPIDER-MAN2 ~ENTER: ELECTRO~ ( 스파이더 맨 )
- 버추어 파이터 4 에볼루션 ( 유키 히카리 )
- 별의 마호로 바 ( 江藤水史 )

- 그란디아 익스트림 (에반)
- 슈퍼 로봇 대전IMPACT (타카스기 사부로타)
- 킹덤하츠 (알라딘)
- 두근두근 메모리얼 Girl's Side (미하라 시키)

2003년
- 이니셜D Special Stage (후지와라 타쿠미)
- 비너스&브레이브즈 ~마녀와 여신과 멸망의 예언~ (이골)
- 제2차 슈퍼 로봇 대전α (랏세 룬벨크)
- 건퍼레이드 오케스트라 녹의 장 ~늑대와 그 소년~ (사쿠라이 켄)
- 머나먼 시공 속에서 -반상유희- (미나모토노 요리히사)
- 하색☆커뮤니케이션 (쿠도 세이지):無量小路兜之介 명의
- 학원 헤븐 BOY'S LOVE SCRAMBLE! (나루세 유키히코)

2004년
- 프린스 오브 페르시아 시간의 모래 ( 프린스 )

- 버추어 파이터 4 파이널 튠드 ( 유키 히카리 )

- 空の森 〜追憶ノ棲ム館〜（桜庭隼人）

- 슈퍼 로봇 대전MX (타카스기 사부로타)
- 학원 헤븐 BOY'S LOVE SCRAMBLE! Type B (나루세 유키히코)
- 킹덤하츠 체인 오브 메모리즈 (알라딘)
- 테일즈 오브 리버스 (밀하우스트 셀커크)
- 막말연화 신선조 (사이토 하지메)
- 머나먼 시공 속에서3 (아리카와 마사오미)

2005년
- 신선조군랑전（나가쿠라 신파치）

- 학원 헤븐 한 그릇 더! (나루세 유키히코)
- BALDR FORCE EXE (노노무라 유야)

- 슈퍼 로봇 대전 MX 포터블 (타카스기· 사부로타)
- 제3차 슈퍼 로봇 대전α 종언의 은하로 (류세이 다테)
- 머나먼 시공 속에서3 십육야기 (아리카와 마사오미)
- .hack//fragment (크림)
- 킹덤하츠II (알라딘)
- 슈퍼 로봇 대전MX 포터블 (타카스기 사부로타)

- BLEACH ~ 선택받은 영혼 ~ ( 우라하라 키스케 )
- BLEACH ~ 히트 더 소울 ~ ( 우라하라 키스케 )
- BLEACH ~ 히트 더 소울 ~ 2 ( 우라하라 키스케 )
- 마 탐정 로키 라그나로크 RAGNAROK 魔妖画~ 잃어버린 미소 ~ ( 야미노 류스케 )

- LIVE × EVIL 작열의 에데마 (코우 테라카도)

2006년
- 불꽃의 택배편 (블랙 지로)
- 이니셜D Street Stage (후지와라 타쿠미)
- 라스트 에스코트 ~심야의 검은 나비 이야기~ (타카미 아키라)
- 바덴 카이토스II 시작의 날개와 신들의 사자 (쟈코모)
- 머나먼 시공 속에서3 운명의 미궁 (아리카와 마사오미)
- SAMURAI 7 (큐조)
- .hack//G.U. Vol.1 재탄 (쿤)
- 학원 앨리스 ~반짝반짝★메모리 키스~ (페르소나)
- 버추어 파이터5 (유키 아키라)
- 화귀장 (쿠로토)
- 그로우 랜서V Generations (클라이어스)
- .hack//G.U. Vol.2 君想フ声 (쿤)
- 서몬 나이트4 (세이론)
- 기동전사 건담 스피릿 오브 지온 ~수라의 쌍성~ (로빈 블러드죠 중위)

2007년
- 이니셜 D Arcade Stage 4 ( 후지와라 타쿠미 )
- 은혼 해결사 튜브 츳코마블 동영상 (사카모토 다츠마)
- 킹덤 하츠 Re: 체인 오브 메모리즈 (알라딘)
- 슈퍼 로봇 대전 OG ORIGINAL GENERATIONS ( 류세이 다테 )
- 슈퍼 로봇 대전 OG 외전 ( 류세이 다테 )

- 날아라! トラぶる花札道中記 (TORABURU TRAVEL JPURNAL) (어쌔신) - Fate / stay night 캐릭터 화투게임
- 페이트 / 타이거 콜로세움 (어쌔신)
- BLEACH ~ 브레이드 · 바토라즈 2nd~ ( 우라하라 키스케 )
- BLEACH ~ 히트 더 소울 ~ 4 ( 우라하라 키스케 )
- LIVE × EVIL 열사의 프로 메테우스 (코우 테라카도)

- .hack//G.U. Vol.3 걷는 속도로 (쿤)
- 세인트 세이야 명왕 하데스 12궁편 (천웅성 가루다 아이아코스)
- 두근두근 메모리얼 Girl's Side 1st Lovee (미하라 시키)
- 쵸코보의 이상한 던전 시간을 잊는 미궁 (시드)
- Fate/stay night [Realta Nua] (어새신)

2008년
- 러키☆스타 ~료오학원 앵등제~ (덴키 가이)
- 스타오션2 Second Evolution (루시펠)
- 대난투 스매시브라더스X (리자돈(리자몽), 히토데만(별가사리))
- 테일즈 오브 하츠 (크리드 크라파이트)

- 이니셜 D EXTREME STAGE ( 후지와라 타쿠미 )
- 인피니트 언 디스커버리 ( 에두아르도 )
- 기동전 사 건담 00 ( 록온 스트라토스 )
- 기동전 사 건담 00 건담 마이스터 즈 ( 록온 스트라토스 )
- 실버 이클립스 ( 아리아 )
- 시드와 쵸코보의 이상한 던전 시간 잊은 미궁 DS + ( 시드 )
- 슈퍼 로봇 대전 A PORTABLE (다카스기 사부로타)
- 쵸코보와 마법의 그림책 마녀와 소녀와 5 명의 용사 ( 시드 )
- 버추어 파이터 5 R ( 유키 히카리 )
- 박 앵귀 ~ 신선조 기담 ~ ( 히지카타 토시조 )
- 머나 먼 시공 속에서 4 ( 히 이라기 )
- 머나 먼 시공 속 몽부교 ( 미나모토노 요리히사 , 미나모토노 요리타다 , 아리카와 마사오미 )
- Fate / unlimited codes (어쌔신)
- 페이트 / 타이거 콜로세움 어퍼 (어쌔신)
- BLEACH ~ 히트 더 소울 ~ 5 ( 우라하라 키스케 )
- BLEACH ~ 소울 카니발 ~ ( 우라하라 키스케 )
- 블레이저 드라이브 ( 크로키 )

2009년
- Another Time Another Leaf 거울 속의 탐정(아이봔 로치)
- 이니셜 D Arcade Stage 5 ( 후지와라 타쿠미 )
- 강철의 연금술사 FULLMETAL ALCHEMIST 새벽의 왕자 ( 로이 머스탱 )
- 강철의 연금술사 FULLEMETAL ALCHEMIST 등을 투입 치아 자 ( 로이 머스탱 )
- 강철의 연금술사 FULLMETAL ALCHEMIST 황혼의 소녀 ( 로이 머스탱 )
- 박 앵귀 포터블 ( 히지카타 토시조 )
- 박 앵귀 수상록 ( 히지카타 토시조 )
- 머나 먼 시공 속에서 몽부교 Special ( 미나모토노 요리히사 , 미나모토노 요리타다 , 아라카와 마사오미 )
- BLEACH ~ 히트 더 소울 ~ 6 ( 우라하라 키스케 )
- BLEACH ~ 소울 카니발 2 ~ ( 우라하라 키스케 )
- 포케 파크 Wii ~ 피카츄의 대모험 ~

2010년
- nother Century 's Episode: R (쿠르츠 웨버, 류세이 다테)
- 배신자는 내 이름을 알고있다 - 황혼에 빠진기도 - 기오우 타치바나)
- 영웅 전설 제로의 궤적 ( 랜디 올란도 )
- 가면 라이더 클라이 막스 히어로즈 오즈 (가면 라이더 덴오 초 클라이 막스 폼)
- 가면 라이더 배틀 간 바라 이드 (가면 라이더 덴오 윙 양식)
- 기동전사 건담 익스트림 버 서스 (록온 스트라토스 <닐 디 랜디 라일 디 란디>)
- 카오스 링스 (갸릿쿠)
- 참격의 레긴레이브 (볼 룬드)
- SANGOKU CHAOS ~ 삼국 CHAOS~ (조홍, 제갈량)
- 소닉 & 세가 올스타 레이싱 (유키 히카리)
- 삼국 사랑 전기 ~ 소녀의 병법! ~ ( 유비 현덕 )

- TAKUYO Mix Box ~ 퍼스트 애니버서리 ~ ( 요시키 와타루)
- .hack // Link (크림, 쿤)
- 버추어 파이터 5 파이널 쇼다운 ( 유키 아키라 )
- 강철의 연금술사 FULLMETAL ALCHEMIST 약속의 날에 ( 로이 머스탱 )
- 박 앵귀 DS ( 히지카타 토시조 )
- 박 앵귀 수상록 휴대용 ( 히지카타 토시조 )
- 박 앵귀 유희록 ( 히지카타 토시 조)
- 박 앵귀 순상록( 히지카타 토시조 )
- 박 앵귀 여명록 ( 히지카타 토시조 )
- B's-LOG 파티 ♪ ( 히지카타 토시조 )

- 영웅전설 제로의 궤적 (란디 올란도)

2011년
- 이니셜 D ARCADE STAGE 6 AA ( 후지와라 타쿠미 )
- 엘 샤다이 ( 이노크 , 아루마로스 , 므두셀라)
- 과자 섬의 피터팬 ~Sweet Never Land~ ( 가위 = 가비아 루 시계 )
- 학원 헤븐 한 그릇더! ( 나루세 유키히코 )
- 가면 라이더 클라이 막스 히어로즈 포제 (가면 라이더 덴오 초 클라이 막스 폼)
- 시노비도2: 리벤지 오브 젠 ( 불 축제의 젠 )
- STAR DRIVER 빛의 택트 은하 미소년 전설 (카타시로 · 료스케)
- Star Project ( 트리 언더 필로 브레 큐아 노스 )
- 세븐 스 드래곤 2020
- 제2차 슈퍼 로봇 대전 Z 파계 편 (아오야마 케이치로, 록온 스트라토스)
- 토리코 음식 서바이벌! (스타 쥰)
- 박 앵귀 3D ( 히지카타 토시조 )
- 박 앵귀 수상 록 DS ( 히지카타 토시조 )
- 박 앵귀 유희 록 DS ( 히지카타 토시조 )
- 박 앵귀 여명 록 포터블 ( 히지카타 토시조 )
- 판타지 스타 포터블 2 인피니티 ( 와이나루 )
- 문명개화 규좌이문록 ( 스와 나나미 )
- 포케 파크 2 ~Beyond the World~
- 마인과 잃어버린 왕국 (투페레아쿨)
- LEGEND of VALHALLA ~ 레전드 오브 발할라 ~ ( 솔라리스 )
- 드래곤 볼 히어로즈 ( 프리더 일족 아바타 영웅 타입)

- 영웅전설 벽의 궤적 (란디 올란도)
- 스타프로젝트 온라인 일본판 (토리안)

2012년
- 위험 해 ★ 사랑의 수사 실 ( 루이 호즈미 )
- 영웅 전설 제로의 궤적 Evolution ( 랜디 올란도 )
- 엑스 트루퍼 즈 (레이건 왓츠)
- SD 건담 GGENERATION OVER WORLD (록온 스트라토스 내 캐릭터)
- 엘 크로네의 아틀리에 ~Dear for Otomate~ ( 에루하루토 )
- 귀무자 Soul ( 이마가와 요시모토 , 우 키타 나오 이에 , 조소 카베 모토 치카 , 아리마 하루노부 , 오오토모 소린 , 모리 나리토시 , 유키 히데 야스 외 등등)
- 가면 라이더 클라이 막스 히어로즈 포제 (가면 라이더 덴오 초 클라이 막스 폼)
- 기동전 사 건담 익스트림 버 서스 풀 부스트 (록온 스트라토스 <닐 디 랜디 라일 디 란디>)
- 키미카레 ~ 신학기 ~ ( 아야세카와 사이토 )
- 원랑 GENROH ( 사토 츠구노부 )
- Confidential Money ~ 300 일에서 3000 만 달러 버는 방법 ~ ( 다니엘 존슨 )
- 성장 드라그닐 (코박)
- 제 2 차 슈퍼 로봇 대전 Z 재세 편 (아오야마 케이치로 록온 스트라토스)
- DEAD OR ALIVE 5 (아키라)
- 특수 보도부 (쿠마자키)
- 토리코 음식 서바이벌! 2 (스타 쥰)
- 토리코 구루메 몬스터! (스타 쥰)
- 박 앵귀 막말 무쌍 록 ( 히지카타 토시조 )
- 박 앵귀 여명 록 DS ( 히지카타 토시조 )
- 박 앵귀 여명 록 名残り草 ( 히지카타 토시조 )
- 박 앵귀 유희 록 이의  마츠리바야시와 무사들 ( 히지카타 토시조 )
- 히어로즈 판타지아 (레너드)
- 백귀야행 ~ 괴담 로맨스 ~ ( 미야 신지 )
- BLACK WOLVES SAGA -Bloody Nightmare- ( 넷소 갈랜드 )
- BLACK WOLVES SAGA -Last Hope- ( 넷소 갈랜드 )
- PROJECT X ZONE (유키 히카리)
- 문명개화 규좌이문록: 재연 psp버전 ( 스와 나나미 )
- 신부 콜렉션(요메코레) (히지카타 토시조)
- ROBOTICS; NOTES (사와다 토시유키)

2013년
- 뒷면 어 박 앵귀 (히지카타 토시조 )
- 은혼의 스고 로쿠 (사카모토 다츠마)
- 갓 이터 2 (마카베 하루오미)
- 삼국 사랑 전기 ~ 소녀의 병법! ~ 생각으로 반환 ( 유비 )
- 죠죠의 기묘한 모험 올스타 배틀 ( 자이로 체뻬리 )
- 슈퍼 로봇 대전 OG INFINITE BATTLE (류세이 다테 )
- 슈퍼 로봇 대전 UX (코토우 힌, 록온 스트라토스)
- 세인트 세이야 브레이브 솔져(천웅성 가루다 아이 아 코스)
- 세븐 스 드래곤 2020-II
- Tiny × Machinegun ( 라이언 젠킨스 )
- 테일즈 오브 하츠 R (신조 흑연 )
- DEAD OR ALIVE 5 ULTIMATE (아키라 )
- 드래곤 볼 히어로즈 얼티밋 미션 (프리더 일족 아바타 영웅 타입)
- 토리코 구루메 가스 배틀! (스타 쥰)
- 박앵귀 경화록(히지카타 토시조 )
- 백 이야기 ~ 괴담 로맨스 ~ ( 미야 신지)
- BEYOND: Two Souls (라이언 클레이튼)
- LORD of VERMILION III ( 아주 라 )

2014년
- 예익의 유스티아 Angel 's blessing (지그프리드 그라드 ) - 에로게라 그런지 시키 토오루(四季 路)명의.
- 어쌔신 크리드 유니티 ( 아르노 · 빅토르 두리안 )
- 영웅 전설 벽의 궤적 Evolution ( 랜디 올란도 )
- 가면 라이더 사몬라이도! (지크 / 가면 라이더 덴오 초 클라이 막스 폼)
- 가면 라이더 바토라이도 워 II (지크 / 가면 라이더 덴오 윙 양식)
- 기동전 사 건담 익스트림 버 서스 맥시 부스트 (록온 스트라토스 <닐 디 랜디 라일 디 란디>)
- 신격의 바하무트 (아라미스 )
- 슈퍼 히어로 제너레이션 (지크 / 가면 라이더 덴오, 켈딤 건담)
- 절대 절망 소녀 단간 론파 Another Episode (토우 와하이지 )
- 전국 BASARA4 (고토 마타베 )
- 제 3 차 슈퍼 로봇 대전 Z시 감옥 편 (록온 스트라토스, 아오야마 케이치로, 쿠르츠 웨버)
- 대난투 스매시 브라더스 for Nintendo 3DS / Wii U ( 리자 , 별 가사리, 다크 라이 )
- 전격 문고 FIGHTING CLIMAX ( 유키 히카리 )
- 박 앵귀 SSL ~sweet school life~ ( 히지카타 토시조)
- 더 파이팅 THE FIGHTING! ( 사와무라 료헤이 )
- Fate / hollow ataraxia (어쌔신 < 사사키 코지로 >)
- 마기 새로운 세계 (이스난 )
- 마녀 왕 (마리온 = 나이트 하르트 )
- 연애 이터널 학원 (시라토 아츠시 )
- 로스트 차원 ( 소지 · 사가라 )

2015년
- 위험 해 사랑의 수사 실 ~Eternal Happiness~ ( 루이 호즈미 )
- 카오스 드래곤 혼돈 전쟁 (다임 디아즈 )
- 갓 이터 2 레이지 버스트 (마카베 하루오미 )
- PSYCHO-PASS 사이코 패스 선택없는 행복 ( 츠루기 타쿠마 )
- 죠죠의 기묘한 모험 아이즈 오브 헤븐 ( 자이로 체뻬리)
- 슈퍼 로봇 대전 BX (록온 스트라토스, 다카스기 사부로타)
- 세인트 세이야 솔져 · 소울 (천웅성 가루다 아이 아 코스)
- 절대 계급 학원 ~Eden with roses and phantasm~ (에드워드 다카사키)
- 전국 BASARA4 황 (고토 마타베 )
- 세븐 나이츠 (절대 수호자 루디)
- 전귀-SENTAMA- (도쿠가와 이에야스, 호조 우지 야스 )
- 제 3 차 슈퍼 로봇 대전 Z 천옥편 (록온 스트라토스 아오야마 케이치로, 쿠르츠 웨버)
- DEAD OR ALIVE 5 LAST ROUND (아키라 )
- 전격 문고 FIGHTING CLIMAX IGNITION ( 유키 히카리 )
- 박 앵귀 신카이 ( 히지카타 토시조 )
- 박 앵귀 수상록 오모카게바나 ( 히지카타 토시조 )
- BAD APPLE WARS ( 양동이 선생님 )
- Fate / Grand Order ( 레오니다스 일세, 사사키 코지로, 밴 호엔하임 · 파라 셀 수스 )
- PROJECT X ZONE 2: BRAVE NEW WORLD ( 유키 히카리 )
- 꿈 왕국 잠자는 100 명의 왕자 ( 로이에 )
- 앙상블 스타즈 ( 히다카 세이야 )

2016년
- 가면 라이더 바토라이도 워 창생 (지크 / 가면 라이더 덴오 윙 양식)
- 흑장미의 발키리 Black Rose Valkyrie (카자미 나오유키)
- 서먼 6 잃어버린 경계들 (실론)
- 시노비 나이트메어 (하오우마루)
- 신격의 바하무트 (왈츠)
- 흰색 고양이 프로젝트 (요시 나카)
- 슈퍼 로봇 대전 OG 문 듀에라즈 (류세이 다테)
- 세바스티앙 로브 랠리 EVO ( 세바스티앙 로브 )
- 7'scarlet ( 무라쿠모 유즈키 )
- 전국 BASARA 사나다 유키무라 전 (고토 마타베)
- 박앵귀 진개 꽃의장( 히지카타 토시조 )
- Fate / Grand Order (핀 막 쿨)
- 야마토 크로니클 창세: ヤマトクロニクル創世 (iOS, 앱게임) - 이자나기
- 세븐 나이츠 - 루디 (동명의 한국게임 일본판)
- 월드 오브 파이널 판타지 - 에드가
- 문호와 알케미스트 - 기쿠치 간
- 드래곤볼 히어로즈 갓 미션 10 - 자마스
- 러브☆스크램블 (iOS, 앱게임) - 노무라 타다노부

2017년
- 파이어 엠블렘 히어로즈(모바일 게임) - 수수께끼의 남자  (오리지날 캐릭터)
- 포 아너 - 오로치(大蛇) 남자[6]

### 외화

#### 영화
- 스콧 스피드 먼
  - 언더 월드 시리즈 (마이클 코뷘)
    - 언더 월드
    - 언더 월드: 에볼루션

  - 죽기 전에하고 싶은 10 가지 (돈 마트란드)
  - 펠리시티 (벤 코뷘톤)

- 다니엘 우(오언조)
  - 엔터 더 피닉스 (조지)
  - 신주쿠 사건 (阿傑"아제")
  - 타이치 히어로 (怪僧)
  - 드래곤 프로젝트 (제이슨)
  - 블러드 브라더스 - 천당구 - (폰)
  - 프로젝트 BB (현금 수송 차량 경비원 B)
  - 홍콩 국제 경찰 / NEW POLICE STORY (조 콴)

- 정우성
  - ATHENA - 아테나 - (이정우)
  - 새드 무비 (지누)
  - 데이지 (박의)
  - 똥개 (차철민 "똥개")
  - 빠담 빠담 - 그와 그녀의 심장 박동 소리 ~ (양강칠)
  - 중천 ~ 중천 ~ (이곽)
  - 내 머리 속의 지우개 (최 철수) ※ DVD 버전

- 마이클 패스 벤더
  - X-MEN 시리즈 (에릭 레인셔 / 매그니토)
    - X-MEN: 퍼스트 제너레이션
    - X-MEN: 퓨처 & 패스트
    - X-MEN: 아포 칼립스

  - 제인 에어 (에드워드 페어팩스 · 로체스터)

- 말죽거리 잔혹사 - 우식(이정진)
- 본 시리즈 (후지 TV버전) 본 아이덴티티, 얼티메이텀 - 제이슨 본
- 볼링 포 콜럼바인 - 마릴린 맨슨
- 엑스맨: 퍼스트 클래스 - 에릭 렌셔(마이클 패스벤더)
- 영화는 영화다 - 장수타(강지환)
- 토탈 이클립스 - 장 니콜라 아르튀르 랭보

- 악마의 입맞춤 (미니아 크롬 ( 이완 맥그리거 ))
- 어택 오브 더 자이언트 우먼 (마크)
- 업다운 걸스 (닐 폭스 ( 제시 스펜서 ))
- 엽문 2 (황량 ( 황 샤오밍(황효명))
- eXistenZ (테드 베이클 ( 주드로 ))
- 인 셉션 (로버트 피셔 ( 킬리언 머피 )) ※ 극장 공개 판
- 무간도 (젊은 얀 ( 여문락 )) ※ 도쿄 판
- 무간도 무간 서곡 (장 윙얀 (여문락)) ※ 도쿄 판
- 영 빅토리아 (앨버트 공 ( 루퍼트 프렌드 ))
- 윈터 게스트 (알렉스)
- 블루밍 러브 (원제: A Little Chaos) (일본명: 베르사유의 궁전정원사) ( 앙드레 르 노트르 (마티아스 스후나르츠 ))
- 피아니스트의 전설 (나인틴 헌드레드 ( 팀 로스 )) ※ DVD · 비디오 판
- 엑스 칼리버 II 전설의 성배 (잭 (존 리돈))
- 커럽터 (바비 부두 ( 바이런 맨 )) ※ DVD · 비디오 판
- 웨스트브릭 머더스 (매튜 (다니엘 에드워즈))
- 킬러들의 수다 (재영 ( 정재영 ))
- 킬러스 (스펜서 에임스 ( 애쉬튼 커처 ))
- 이안스톤의 죽음 (이안 스톤 ( 마이크 보겔 ))
- 그리스 (대니 ( 존 트라볼타 )) ※ 소프트 버전
- 결전 (2000년 개봉한 중국영화) (009 ( 장가휘 ))
- 빅 타임 ※ 포니 캐니 온 DVD · BD 판
- Code Name: Eternity (에타니엘 (카메론 밴크로프트)) - 캐나다 SF TV시리즈
- 가라, 아이야, 가라 (패트릭 켄지 ( 케이시 애플렉 ))
- 사이버 넷 (엠마누엘 골드 스테인 ( 매튜 리라도 ))
- 더 크로싱 (샘)
- 토요일 밤의 열기 (토니 (존 트라볼타)) ※ DVD 신록 버전
- 포 페더스 (해리 피버샴 ( 히스 레저 ))
- 더 메이커 (조쉬 미넬 ( 조나단리스 = 마이어스 ))
- 참격 -ZANGEKI- (딜런 (다니엘 퍼시벌))
- 식스티 세컨즈 (흘렙 ( 제임스 듀발 )) ※ 소프트 버전
- 화이트 스콜 (길 마틴 ( 라이언 필립 ))
- 죠스 - 공포의 12 일 - (알렉스 ( 콜린에 글스 필드 ))
- 스크림 (빌리 루미스 ( 스키트 울 리치 ))
- 스테이 (헨리 레썸 ( 라이언 고슬링 ))
- SLASH! (맥 (제임스 오세아))
- 세인트 (일리아 트레이닝 티악) ※ DVD · 비디오 판
- 스워드피쉬 (악셀 토발즈 ( 루돌프 마틴 )) ※ 일본 TV 판
- 토탈 이클립스 (아르튀르 랭보 ( 레오나르도 디카프리오 ))
- 더 댄서 (스테판 ( 조쉬 루카스 ))
- 차 형사 (차 형사 ( 강지환 ))
- 테드 (렉스 ( 조엘 맥 헤일 ))
- 에픽 무비 (피터)
- 악토버 스카이 (호머 힛컴 ( 제이크 질렌할 ))
- 톱 러너 (그레이엄 오브리 ( 조니 리 밀러 ))
- 트러블 메이커 (우 (카네시로 타케시))
- 28 일 후 (짐 (킬리언 머피))
- 버티칼 리미트 (피터 가렛 ( 크리스 오도넬 )) ※ DVD · 비디오 판
- 버드 케이지 (발 골드만 ( 댄 글 맨 )) ※ 소프트 버전
- 베가 번스의 전설 (래널프 · 주너 ( 맷 데이먼 ))
- 반칙왕 (이대호 ( 송강호 ))
- 비욘드 더 브레이크 (저스틴 힐리)
- 데스티 네이션 (알렉스 브라우닝 ( 데본 사와 )) ※ DVD 버전
- 퍼니게임(2007) (폴 ( 마이클 피트 ))
- 포커스 (가리가 ( 로드리고 산토로 ))
- 스톤드: 브라이언 존스 이야기  (브라이언 존스 (레오 그레고리))
- 브래드 인 브래드 아웃
- 투리 스터스 (알렉스 ( 조쉬 더하멜 ))
- 플 런켓 & 맥클레인 (맥클레인 (조니 리 밀러))
- 플레이 데드 (크리스 오닐)
- 헤어 스프레이 (링크 라킨 ( 잭 에프론 ))
- 헤라클레스 선택받은 용사의 전설 (헤라클레스 (폴 테루화))
- 본 시리즈 ( 제이슨 본 (맷 데이먼)) ※ 후지 TV 버전
  - 본 아이덴티티
  - 본 얼티메이텀
- 볼링 포 콜럼바인 ( 마릴린 맨슨 ) ※ 도쿄 판
- 리빙룸 (행크 (레오나르도 디카프리오))
- 말죽거리 잔혹사 (우식)
- 메이드 인 아메리카 (촬영 보조)
- 용서받지 못한 자 ※ 아사히 버전
- 라스트 데이즈 (브레이크 (마이클 피트))
- 럭키 걸 (데이비드 페닝 턴 ( 크리스 카맥 ))
- 러브 액츄얼리 (칼 (로드리고 산토로), 크리스)
- 로드 트립 (전면)
- 로빈 윌리엄스의 크리스마스 기적 (보이드 미첼 (조엘 맥 헤일))
- 월드 워 Z (파일럿)

#### 드라마
- iCarly
- ER XIII 응급실 # 283 (닉)
- ER XV 응급실 (제이)
- 엘리멘트리 ( 셜록 홈즈 ( 조니 리 밀러))
  - 엘레멘트리 홈즈 & 왓슨 in NY ( 셜록 홈즈 (조니 리 밀러))
- 왕의 얼굴 (선조 (이성재))
- 더 호스피탈 (첸 콴 ( 탄 지핑 ))
- 뉴 스타 트렉 (글리슨 대위 레니 마크 헤이스 소위)
- 신조협려侶 ( 양과)
- 슈퍼 내츄럴 (톰 ( 세바스찬 스펜스 ))
- 슬리피 할로우 (이카보드 크레인 ( 톰 마이슨 ))
- 성석전설 (傲笑紅塵)
- 스쿨 데이즈 (매 ( 카네시로 타케시 )) - 95년 제작 홍콩 드라마
- SEX AND THE CITY (제리 "스미스"· 제랄드 ( 제이슨 루이스 ))
- 섹스 앤 더 시티
- 섹스 앤 더 시티 2
- 대결 스펠 바인더 (폴 레이놀즈 (즈빅 · 트로휘뮉))
- 추노 (이대길 ( 장혁 )) ※ 도쿄 판
- 파리의 연인 (윤 수혁 ( 이동건 ))
- 빅 (서 윤재 / 강경준 ( 공 유 ))
- 블루 블러드 ~NYPD 가족의 정 ~ (캐시디)
- 베이 워치 (로건 파울러)
- 미디엄 4 영매 앨리슨 뒤부아 # 16 (찰스 윈터스 ( 노아 빈 ))
- 탐정 몽크 3 # 16 (제이콥 칼라일)
- 그로잉 페인즈 (조나단)
- 리벤지 (놀란 로스 ( 가브리엘 만 ))

#### 외국 애니메이션
- 아이언 맨 (호머)
- 어드벤처 타임 (돼지)
- ATOM (스파크)
- 알라딘 ( 알라딘 ) ※ 스페셜 에디션 버전
- 자파의 귀환 ( 알라딘 ) ※ 스페셜 에디션 버전
- 알라딘과 도적의 왕 ( 알라딘 )
- 알라딘의 대모험 ( 알라딘 )
- X-MEN (도쿄 판) (센티넬 스타 볼트)
- 오즈 노려라! 에메랄드의 나라로 (허수아비 )
- 토마스 (아서) ※ 도쿄 판
- 캣츠 앤 컴퍼니
- 드래곤 부스터 ( 모드 리드 창 )
- 돈키호테 (안드레)
- 하우스 오브 마우스 (알라딘)

- 배트맨 고담 나이트 ( 배트맨 / 브루스 웨인 )
- 비스트 워즈 초 생명체 트랜스포머 ( 특수 전투원 지옥 컴퓨터 <대역>)
- 비스트 워즈 메타루스 초 생명체 트랜스포머 ( 특수 전투원 지옥 )
- 돌연변이 거북이 (1987년 도쿄 판) ( 비밥 )
- RWBY ( 로만 토치 위크 )

### 특촬
1999년
- 보이스랏가 (카오스)

2007년
- 가면 라이더 덴오 (지크 / W 료타로 / 가면 라이더 덴오 윙 폼의 목소리 나레이션)
- 극장판 가면 라이더 덴오 나, 탄생! (지크 / W 료타로 / 가면 라이더 덴오 윙 폼의 목소리)

2008년
- 극장판 안녕히 가면 라이더 덴오 파이널 카운트 다운 (지크 / 가면 라이더 덴오 윙 폼의 목소리)

2009년
- 가면 라이더 디케 이드 (지크의 목소리)
- 극장판 초 가면 라이더 덴오 & 디케 이드 NEO 제네레이션 오니가 시마의 전함 (지크 / 가면 라이더 덴오 윙 폼 / 가면 라이더 덴오 초 클라이 막스 폼 / W 사의 음성)

2010년
- 가면 라이더 × 가면 라이더 × 가면 라이더 THE MOVIE 초 · 덴오 트릴로지 EPISODE BLUE 파견 이마 진은 NEW 트랄 (지크의 목소리)

2014년
- 가면 라이더 × 가면 라이더 드라이브 &鎧武MOVIE 대전 풀 스로틀 (메가헤쿠스 / ZZZ 메가헤쿠스의 목소리)

### 라디오
- 아니킨 FREEDOM ( 도카이 라디오 방송 : 1994년 4월 - 1998년 10월)
- 황제 구로다 게임 업계 뒷면 뒷면 ~ 게임 크리에이터 비공식적 모임 ~ ( 라디오 일본 )
- 프리덤 탐정 국 누마 탐정 부 ( AM 고베 : 1998년 10월 8일 - 2000년 3월 30일)
- 신이치로와 아야코의 자정 빠즈 ( 문화 방송 : 1999년 4월 6일 - 2000년 9월 30일)
- 네오 로망스 Paradise (라디오 일본, 라디오 칸사이 : 2001년 10월 - 2002년 4월)
- 네오 로망스 Paradise Cure! ( 라디오 오사카 , 문화 방송: 2003년 7월 - 2004년 3월)
- 파이널 판타지 택틱스 어드밴스 라디오 에디션
- 오! NARUTO 일본 (문화 방송: 2005년 9월도 월간 성격)
- BLEACH "B"STATION (문화 방송: 2006년 5월도 월간 성격)
- 한풍라디오 (한풍 .com: 2006년 11월 23일 - 2007년 4월 19일)
- 전대 미문 Radio ( 애니메이션 실 TV : 2007년 12월 6일 - 2008년 3월 27일)
- 악마성 드라큘라 라디오 크로니클 ( KONAMI STATION : 2008년 8월 27일 - 11월 21일)
- 박 앵귀 WEB 라디오 신선조 통신 (애니메이션 실 TV: 2009년 7월 9일 - 2010년 12월 27일)
- 박 앵귀 집회 방송 록 (애니메이션 실 TV: 2011년 5월 12일 - 2014년 4월 24일 부정기 성격)
- Pokemon Radio Show! 로켓 단 비밀 제국 ( InterFM : 2012년 7월 1일 - 12월 23일)
- 이니셜 D Radio Stage ( 온센 , HiBiKi Radio Station : 2012년 11월 10일 - 2013년 5년 26 일  )
- TV 애니메이션 은여우 긴과 하루의 이나리 통신 (애니메이션 실 TV: 2013년 10월 4일 - 12월 27일 )
- 킬라킬라디오 (온센: 2013년 10월 15일 - 2014년 4월 29일)
- 킬라킬라디오 나누기 (온센: 2014년 6월 4일 - 9월 3일)
- PSYCHO-PASS 사이코 패스 라디오 공안국 형사과 24시 선택없는 행복 (온센: 2015년 4월 15일 - 6월 24일)
- PSYCHO-PASS 사이코 패스 라디오 공안국 형사과 24시 선택없는 행복 [포팅] (니코니코, 온센: 2016년 1월 13일 - 4월 6일)
- 유녀전기 라디오 악마 보관됨 2016-12-24 - 웨이백 머신 ( 온센 ; 2017년 1월 7일 - )

#### 라디오 드라마
- 악마성 드라큘라 X 추억의 야상곡 ( 리히터 벨 몬드 )

모션코믹
- 벨벳 블루 로즈（2005年、스기모토 마키）※『하나토 유메』2005年 응모자 전원 서비스
- VOMIC NARUTO -나루토-（2009年、미즈키）
- VOMIC BLEACH（2011年、우라하라 키스케）
- BeeTV 근거리 연애（2012年、사쿠라이 하루카）
- 성우전대 보이스톰7（2013年、보이스리(voice3)/ 미쿠루베 요우）

### CD

#### 드라마 CD
- 예익의 유스티아 (지크프리트 그라드)
- 청춘 철도 드라마 CD2 ~ 고속철도 편 ~ ( 도호쿠 )
- 귀신 사냥 ~ 고스트 헌트 시리즈 (야스하라 오사무)
  - 귀신 사냥 ~ 고스트 헌트 CD 시네마 1 오리키리 님의 도깨비불
  - 귀신 사냥 ~ 고스트 헌트 CD 시네마 2 우라도은 그곳에 있을
  - 귀신 사냥 ~ 고스트 헌트 CD 시네마 3 에비스 異神論
  - 귀신 사냥 ~ 고스트 헌트 CD 시네마 4 악몽이 사는 집
- 아사가야 Zippy ( 사가 토오루 )
- 아니메 점장 시리즈 ( 덴키 가이 )
- 위험 해 ★ 사랑의 수사 실 시리즈 ( 호즈미 루이 )
  - 위험 해 ★ 사랑의 수사 실 ~ 즐거운 온천 여행 편 ~
  - 위험 해 ★ 사랑의 수사 실] 그녀의 소개팅을 저지하라! 편 ~
  - 위험 해 ★ 사랑의 수사 실] 공포의 캠프 편 ~
- 소녀전사 익셀리온 (투니버스 방영제목) - 조수 A, 기동 보병, 홈 아나운스, 병사 B 택시 운전사
- 언제든지 소환! 서몬 나이트 4 제 2 권 ( 실론 )
- 이노센트 사이즈 (青鈍和摩)
- Weiß kreuz 시리즈 ( 요지 )
- 뱀파이어 나이트 ~ 오와라이 밤의 축제 ~ ( 갤런, 오루바스, 사스콰치 )
- TV 애니메이션 「배신자는 내 이름을 알고있다 "원래 드라마 CD2 · 3 (기오우 타치바나)
- 영웅 전설 제로의 궤적 시리즈 ( 랜디 올란도 )
  - 제로의 궤적 렌 이야기 ~ 햇빛의 온기에 안겨 ~
  - 제로의 궤적 첫 장 ~ 신랑들의 오후 ~
- AR ~another epilogue~ (로우)
- E 'S ( 曳士 )
- EX! ( 야마토 요스케 )
- L의 계절 ~A piece of memories~ (舞波聖邪)
- 오마케의 코바야시 군 ( 코바야시 히로 )
- 御界 / ON-KAI ( 仁竜 )
- 괴도 애프리콧 (와타루 요시키)
- 카오틱 룬 (시가바네 마모루)
- 그림자 집사 마르크의 울림 2 (도미니크)
- 바람 부는대로 츠키카게 란 CD 시네마 "CDネタにとっといた"(岩崎岩兵衛)
- 바람의 저편 (일본명: 저편에서) ( 이자크 )
- 하나님 to 전국 학생회 ( 키다 류 )
- 환락의 도시 ( 레이 )
- 킷시즈 (오구리 지로)
- 악마의 풍수 토우코 -TOUKO- (魏震華)
- 鬼絆 ( 이바라키 도지 )
- 기동전 사 건담 00 시리즈 ( 록온 스트라토스 )
  - 기동전 사 건담 00 드라마 CD 스페셜 어나더 스토리 MISSION-2306
  - 기동전 사 건담 00 드라마 CD 스페셜 어나더 스토리 Road to 2307
  - 기동전 사 건담 00 드라마 CD 스페셜 어나더 스토리 COOPERATION-2312
- 너와 비밀의 ... 오늘부터 남자 친구 (키미카레) 드라마 CD ( 綾瀬川頓人 )
- Captain HOOK love 's lock. 시리즈 ( 달링 )
- 큐컴버 × 샌드위치 ( 알렉세이 )
- 오늘부터 마왕! OST2 + D ( 진왕 )
- KIRAI ( 花田慎太郎 )
- 안개 - the route of infection KANARIA. ( 레인 )
- GATE ( 城北力 )
- 게임 드라마 나이트 스페셜 다이쇼 낭만 잡기장 (검은 백작)
- 짐승들의 ... 망집. (이안 에반스)
- 환수 강림 담 (유리스토루)
- 코세루테루의 용술사 이야기 (카디오)
- 드라마 CD 연인 캡틴 ( 카미 사카 류노스케 )
- 강철 삼국지 ( 주유 공근*)
- 마음[7] (요시오카)
- 삼천 세계의 까마귀를 죽이고 1 - 4 ( 살라딘 · 아라무토 )
  - 삼천 세계의 까마귀를 죽이고 5 전 · 후편
- 지하드 ( 라스카리스 )
- 십이국기 동쪽의 해신 서쪽의 창해 (成笙)
- 12 명의 상냥한 암살자 Fate: Topaz ( 아마노 하야토 )
- 10년 첫사랑 봄이 되어서 생각하는 것 (園村高志)
- 소공녀 세라 이야기 ( 민친 교장 ( 마리아 민친 ))
- 소년 탐정 鹿鳴敬介  (呉警部)
- 신주쿠 Guardian (무카이 마사히코)
- 스위스 시계의 수수께끼 (노게 코지)
- 스크랩드 프린세스 ( 섀넌 카슬 )
- S · L · H 스트레이 러브 하트! 드라마 CD 제 1 권 (野生司恋雪)
- 세기말 프라임 미니스터 ( 오카자키 카나타 )
- 탄생 축제 기담 (이츠키 타카시)
- 성우 전대 보이스톰 7 ( 보이스리 / 미쿠로베 요우 ) ※ 드라마 CD 첨부 코믹스
- 세계에서 가장 싫어 ( 스기모토 마키 )
- 드라마 CD 제노사가 OUTER FILE Vol.1 - 3 (헤르만)
- ZERO ZANY. 시리즈 ( WHITEHEAD )
- Tiny × Machinegun 시리즈 ( 라이언 젠킨스 )
  - Tiny × Machinegun 타이니 맥다니엘 수사 파일 "THE KNOCKDOWN"
  - Tiny × Machinegun 타이니 맥다니엘 수사 파일 FILE No.2 "SHADES OF GREY"
  - Tiny × Machinegun 타이니 맥다니엘 수사 파일 FILE No.3 「BLOOD AND CIRCUSES "
- 篁破幻草子 ( 嵯峨帝・카미노)
- 단장의 그림 드라마 CD - 난쟁이와 구둣방 - (鹿狩雅孝)
- 츠바사 크로니클 드라마 & 캐릭터 송 앨범 "왕궁의 마치네"3부작 (토우야)
- 날개를 가진 자 (十夜· 이구라무)
- 정전 소녀와 날벌레의 오케스트라 다섯 번째 악장: 눈물 (青明)
- 테일즈 오브 리버스 (미루하우스토 · 셀 커크)
- 천사 금렵구 시리즈 (카탄)
- 천사 1/2 방정식 (스기모토 마키) ※ 드라마 CD 첨부 4 · 7 권 초회 한정판
- 전뇌 전기 버추얼 온 드라마 CD "CyberNet Rhapsody」(원수 A)
- 전뇌 전기 버추얼 온 드라마 CD 「COUNTER POINT 009A "(적 A)
- 각의 대지 (법사)
- 도쿄 크레이지 파라다이스 (시라카미 류지)
- 도키 메키 메모리얼 Girl 's Side 시리즈 ( 미하라 시키 )
- 용의 기사단 (일본명: 드래곤 기사단) (류쿠레온)
- Blood (브라더 마타이)
- 드라마 CD 네코의 대모험 불가사의 던전 (왕자)
- 나가야왕 잔조기 (長屋王残照記) ( 나가야 왕 )
- 나츠코의 술 ( 쿠로 신고 )
- 네바기바! (마노 선생님)
- 바운티 소드 외전 · 강철의 용 (로저)
- 강철의 연금술사 BROTHERHOOD (브랜든 주커 맨) ※ 본지 부록 드라마 CD 「안개의 오구타레 "
- 박 앵귀 시리즈 ( 히지카타 토시조 )
  - 박 앵귀 드라마 CD ~ 신센구미捕物控 ~ 전편 후편
  - 박 앵귀 드라마 CD ~ 若殿 여행기 ~
  - 박 앵귀 드라마 CD ~ 치즈루 유괴 사건 수첩 ~
  - 박 앵귀 드라마 CD ~ 시마바라 소동 기 ~
  - 박 앵귀 드라마 CD ~ 한앵 그림 두루마리 ~
  - 박 앵귀 드라마 CD ~ 아이즈 은밀 하장 ~
  - 박 앵귀 드라마 CD ~ 곤도 씨의 골칫거리 ~
  - 박앵귀 드라마 CD 박앵귀 신카이 1 大江戸邂逅録
  - 박앵귀 드라마 CD 박앵귀 신카이 2 相馬厄難物語
  - 박앵귀 드라마 CD 박앵귀 신카이 3 珍客逗留始末
  - 박앵귀 드라마 CD 박앵귀 신카이 4 見廻組騒動録
  - 박앵귀 드라마 CD 박앵귀 신카이 5 山南過去想起
  - 박 앵귀 여명 록 드라마 CD ~ 류노스케 담련 비화 ~
  - 박 앵귀 ~ 음성 연주 집 ~
  - 애니메이션 「박 앵귀」드라마 CD ~ 별밤의 마음 ~
  - 애니메이션 「박 앵귀」드라마 CD ~ 개명 비첩록 ~
- 막말 지사의 연애 사정 시리즈 ( 오카다 이조우 )
  - 막말 지사의 연애 사정 드라마 CD ~ 姫こう夜伽 히카루 군의 손 ~
  - 막말 지사의 연애 사정 드라마 CD あまつ乙女の争奪さわぎ 〜ほろ酔い祇園の夢一夜 ~
- 막말연화 신선조 ( 사이토 하지메 )
- 箱詰めCD 2: 吸血鬼と一緒に箱詰め (흡혈귀 형 (레온하르트)) - 하코즈메, 칸즈메, 밀폐 시리즈라고 불림
- 더 파이팅 ( 마쿠노우치 이뽀 (일보父)
- 버스 달린다. "하늘 곡선 정류장」( 기무라 )
- 파천황 유희 시리즈 ( 바로크 히트 )
- 화귀장 시리즈 ( 쿠로토(玄冬))
- 아름다운 그대에게 ( 난바 미나미 )
- 이야기가 다르다
- 유행 신 드라마 경시청 괴이사건파일 (마쯔 코우지)
- Barico 시리즈 ( 알버트 파카 ( 알 ))
  - Barico 커피 원무곡 -coffee waltz-
  - Barico 고양이 랩소디 -kitten rhapsody-
- 머나 먼 시공 속에서 시리즈 ( 미나모토노 요리히사 , 미나모토노 요리타다 , 아리카와 마사오미 , 히이라기 , 降三世明王 )
- 하렘 비트는 새벽까지 1 - 3 ( 소우야 (蒼夜 ))
- 양의 노래 ( 미나세 )
- 봉쇄 악마 시리즈 (野坂三吾)
- ふたりじめ전국 부부 이야기 ( 호소카와 다다오키 )
- BLACK WOLVES SAGA Original Sound Track plus Drama ( 넷소 갈랜드 )
- BLACK CAT ( 신조 = 디스켄스 )
- BLOOD ALONE 시리즈 ( 슬라이드 )
- 프린세스 하트 ~ 아름다운 가면 부부의 권(巻) ~ ( 키마 · 빠빠라기 )
- PROJECT ARMS ( 신구 하야토 )
- 베르사이유의 장미 - 잊지 못할 사람 · 오스카 - ( 앙드레 그란디에 )
- 헬스 키친 ( 도그마 )
- 벤치 마크에 사랑을 (이가라시 쿠니히코)
- 우리들의 왕국 1 - 2 (류세루 · 시구 · 구로)
  - 우리들의 왕국 버라이어티 CD
- 핫 기믹 드라마 CD (나리타 링)
- 마피아의 ★ 달링 ( 袴田睦月 )
- 마법사의 딸 (스즈노키 무잔)
- 지키고 싶다 ( 마이어 리엔미 · 기아 )
- 무법 지대 ~ 방목 동물원 ~ ( 체체바에 , 고탄다 미키 , 얼룩말 )
- 명작 문학 (웃음) VS 시리즈 북풍 VS 태양 ( 북풍 )
- 모테 - 수장의 소녀 - ( 쟌카 )
- 타로 이야기 ( 야마다 카즈오 )
- 라스트 에스코트 ( 타카미 아키라 )
- 라노베 왕자 ☆세이야 ( 타카라 츠바사 )
- 루이 마 재판 2 (카가슈)
- LUCIFER (佐久間和斗)
- 사랑의 전사 레인보우 맨 ( 嵐大樹 )
- 레칸! (아마미 아사히)
- 로마네스크 바리 ( 시드 아젤 )
- WILD ADAPTER 시리즈 (세키야 순)
- 완다루 · 완다링! (온마루)
- 쿠다미미의 고양이 1, 2 (모구미 에니시)

#### BLCD
- 아서스 가디언 레드 버전 ( 크리스티안 슈나이더 )
- 사랑 할지도 모른다 - 야마다 유기 대나무 선택 CD2- ( 요시무라 )
- 아이노 쿠사비 ( 캇체 )
- 붉은 신문(神紋) (니토 신)
- 당신을 위해서라면 어디 까지라도 ( 나나미 요이치 )
- ANIML X (친구, 야쿠자 2)
- 위험한 시리즈 ( 佐渡章吾 )

- - 위험한 수학 여행
  - 위험한 여름 베케이션

- 아름다운 사람 (스오 카이)
- 바다에 잠든 꽃 (사카키)
- 에스 시리즈 (시노 즈카 히데유키)
- ESCAPE 4.5 (幸淳生)
- N 대 부속 병원 꿈의 뒷모습 ( 菊池尊臣 )
- 오픈 세서미 ( 가스미 유키 · 요시키 유키 · 牙・닷 군 )
- 왕자님 ☆ 게임 ( 傲龍 )
- 왕자님 LV1 시리즈 ( 레이븐 로스트 하트 )

- - 스빠이메모를 체크하라

- 오빠는 학생 회장님 ( 사쿠라바 치카 )
- 부모 고양이는 사랑을 품고 (아마노 사토루)
- 얼굴없는 남자 ( 飛滝惣三郎 )
- 아이 (꼬마)의 영역 시리즈 ( 고바야시 요시키 )
- 학원 엠퍼러 ~ 사랑하고봐라 ~ ( 켄트 )
- 학원 헤븐 DJCD BL 학원 방송부 "BL ☆ 라디오 '(나루세 유키히코)
- 짝사랑 파라다이스 (야베 유우지)
- 그림자의 관 시리즈 ( 미카엘 )
- Candy-Store ( 호사카 고이치 )
- Candy Quartz apartment 시리즈 ( 새벽 )
- 금빛 카인 ( 히노 카인 )
- 아슬 아슬한 내기 (후세圭梧)
- 크림슨 스펠 1 · 2 ( 하루뷔루 · 후로뿌토 )
- 그레이 존 시리즈 ( 유리 준이치로 )
- 충돌 + 고스트 헌터 시리즈 ( 柊聖弥 )
  - ~Nightmere 꿈의 거주자 ~
- 형제 한정! BROTHER × BROTHER 시리즈 (尾木)
  - 형제 한정! BROTHER × BROTHER 2
- 짐승들의 ... 망집. (이안 에반스)
- 사랑의 진찰실 (海都洋)
- 사랑 이야기 ( 新山慶吾 )
- 고결한 귀족은 사랑을 얻는다 ( 클레이튼 공작 빅터 )
- 언어의 잎의 세계(言ノ葉ノ世界) - ( 仮原眞也 )
- 밥을 먹자 시리즈 ( 츠키 시마 히카리 )
- 코루세아 시리즈 (세사무)
- SASRA 3 (스즈 무라 고노스케)
- 방석 시리즈 (산큐우테이 우부스케)
- 삼백 년 사랑의 끝 (쇼우마)
- 행복의 LEVEL 시리즈 (하네오카 슈노)
- 지옥 순례 (위) (烏枢沙 타마 명왕)
- 지에이 & 오미 시리즈 ( 히데시마 지에이 )
  - 부드러운 열정
  - 은밀한 순정
  - 선명한 연정
  - 보슬보슬
  - 편안한 밤을 위한 우화
  - 화려한 애정
  - 단아한 진정
  - 요염한 수정(あでやかな愁情) - 2017년 발매예정
- GP 학원 학생회 집행부 시리즈 ( 敦賀鳴一 )
  - GP 학원 정보 처리 부
  - GP 학원 정보 처리 (2)
  - GP 학원 학생회 집행부
- 社長のおじかん。（鳥居亮）
- 少年四景（関）
- 교무실에서 비밀의 로맨스 ( 有賀玲一郎 )
- 어차피 짐승 시리즈 (구미호 시리즈 1) ( 桃川祐也 )
- 신호등 시리즈
  - 오렌지의 마음 - 멈춤 - (伊勢逸見)
- 신사 협정을 맺자! ( 梛契己 )
- 신주쿠 럭키 홀 ( 히야마 쿠니 )
- 신설, 겐지 모노가타리-등호의 장 - ( 겐지 )
- 좋아하는 것은 좋아하니까 어쩔 수 없어 !! 시리즈 ( 미나토 신이치로 )
- 스캔들 시리즈 ( 도젠지 츠카사 )
  - 그 녀석과 스캔들
  - 방과후 스캔들
  - 학원제는 스캔들
- 딸기 퇴폐 시리즈 ( 코구레 타로 )
- 세계는 두 사람을 위해 (카시오 나기)
- 타쿠미 시리즈 (斉木晴臣, 타케루)
  - Sincerely
  - 사법이 산타가되는 밤
- 남자 기숙사에서 로맨스를 ( 一条冬彦 )
- 탐정 블루 캣 ( 蜂王子刑事 )
- 투어링 익스프레스 (세자르 가브리엘)
- 디코이- 길 잃은 새- (デコイ 迷鳥) - 시노 즈카 히데유키
- DEADLOCK (나단 클라크)
- 동거애(同棲愛) - 馬堀貴文
- 나이트는 뜨거운 것이 좋아 ( 三千院夜人 )
- 때리는 백의의 천사 ( 三千院夜人 )
- 이름도없는 새가 나는 새벽 (박쥐)
- 이중나선 시리즈 ( 시노미야 마사키 )
  - 이중나선
  - 이중나선 2 - 애정쇄박 -
  - 이중나선 3 - 연애감정 -
  - 이중나선 4 - 상사상애 -
  - 이중나선 5 - 심상심리 -
  - 이중나선 6 - 업화현란 -
  - 애정의 벡터 (모든 서비스 드라마 CD)
- 무지개의 포구 트러블 스튜디오 (古井修 (레트로))
- 뉴스 센터의 애인 (코시노 카즈야)
- 신부는 두번 유괴당한다 (롤랜드 몰리에르)
- 아빠와 KISS IN THE DARK (무나카타 쿄스케)
- 아빠 × 미라 시리즈 ( 무나카타 쿄스케 )
- 장미의 이름 (사쿠라 타쿠미)
- 봄을 안고 있었다 시리즈 (카토 요지 )
- 비서는 방긋 웃으며 거짓말을 하다 ( 타카 네 카즈마 )
- 110 번은 사랑의 시작 ( 켄모치 카오루 )
  - 110 번은 달콤한 고동
- Fragrance Tale '에버 라스팅 노트」 ( 크래들 )
- + 20cm의 거리 ( 榊木蓉一 )
- 플래티넘 (마법사 테러리스트)
- Pretty Baby 시리즈 (이나바 카에)
- FLESH & BLOOD 제 9 권 (키트 (말로))
- 벤치 마크에 사랑을 ( 이가라시 쿠니히코 )
- 내 목소리 황금 거위 편 ( 호사카 쇼이치로 )
- 보더 라인 I · II · III ( 유리 준이치로 )
- 홈 스위트 홈 (青木和貴)
- 마법 데미 주번 일지 시리즈 (노아)
  - 마법 학원 미열 클럽
  - 마법 학원 비밀 가든
  - 마법 학원 몽환 팰리스
  - 마법 학원 유혹 레슨
  - 마법 학원 대운동회 전야제
  - 마법 학원 유성 왈츠
  - 마법 학원 미궁 로맨스
  - 마법 학원 금단 포엠
- 마루사의 남.자 ( 히무로 진 )
- 만화가 시리즈 (甘利)
  - 네가 있지 않으면 숨도 못 쉬겠어
  - 네가 있다면 만약 세계의 끝이라도
- 가슴 떨리는 시리즈 (후지시마 유)
- MOMOCAN 시리즈 ( 후우키 )
- 상냥한 관계 ( 이나미 츠카사 )
- 어둠에 인연 한 자, 그대의 피를 (허버트)
- 짜증나버릴 정도로 사랑해 ( 最上享二 )
- 유아 독존 남자 ( 잭 라이언 )
- 자주있는 이야기. ( 하카 토 시키 )
- 라 비앙 로즈 ( 요코타 카즈마 )
- 용을 키우는(기르는) 남자 (류권룡)
- LIVE × EVIL 뜨거운 에데마 / 열사의 프로 메테우스 (코우 테라카도)
- LEVEL-C 시리즈 ( 혼죠 가즈오 미 )
- 와일드 록 (소년 시대의 세레무)
- WORKDAY WARRIORS ( 이마이 야스아키 )

#### 낭독, 라디오 CD
- うずらっぱ 낭독 CD "산월기[8]"( 코니시 카츠유키 와의 교섭 낭독)
- 남자 친구가 아닌 4 ~ 옛 남자 친구와의 실수 ~ (佐倉ハル)
- 감응 시간 10 ~ 해신의 부르는 소리 ~ (海狼)
- 관능 옛날 이야기 6 ~ 전국 사랑 두루마리 ~
- 기동전사 건담 00 VoiceActerSingle II 미키 신이치로 come across 록온 스트라토스
- 월간 미남자 도감 시리즈 특별편 월간 히카루 겐지 도감 26 조 · 나팔꽃 편 白椿盤
- 월간 미남자 도감 연상 편 흰색 반 (F1 카레이서)
- 오리지널 낭독 CD 시리즈 The Time Walkers 2 사카모토 료마
- 12 명의 상냥한 암살자 "INTRODUCTION」(아마노 하야토)
- 전국 무장 이야기 ~ 호걸 편 그 이의 ~ (다섯 번째 에피소드 '사카키 바라 야스마사 이야기 ")
- 솔레 스탈 스테이션 00 GN 입자 최대 산포 스페셜 CD 제 1 권 (게스트)
- 박 앵귀 통신 WEB 라디오 신선조 통신 록 제 1-9 집
- 이상한 공방 증후군 EPISODE.6 "크리스마스 사건"
- 이상한 공방 증후군 Premium.1 "또 하나의 천사"

#### 음악 CD
- 바이스 크로이츠 (Weiß)
  - 전기 오프닝 테마 "Velvet Underworld "
  - 후기 오프닝 테마 "Piece Of Heaven "
  - 전기 엔딩 테마 "Beautiful Alone "
  - 후기 엔딩 테마 "It 's Too Late "

### CM
- 기동전 사 건담 00 건담 마이스터 즈 (록온 스트라토스)
- 슈퍼 로봇 대전 (류세이 다테)
- 슈퍼 로봇 대전 ORIGINAL GENERATION
- 슈퍼 로봇 대전 OG ORIGINAL GENERATION2
- 슈퍼 로봇 대전 OG ORIGINAL GENERATIONS

### 모바일 컨텐츠
- 카레혼 (타카 무라 카즈야)
- 너와 비밀의 ... 오늘부터 남자 친구 (아야사케와 사이토)
- 연인 캡틴 (카미 사카 류노스케)
- 드라마 배달 서비스 "GP 학원 정보 처리 부」(츠루가 나루히토)
- 막말 지사의 연애 사정 iOS 버전 ( 오카다 이조우 )

### 무대
- Messiah (GAKI PRODUCE) 1999년 11월 도쿄 예술 극장 소홀 - 라이
- 乱童RAN-DOH (극본·연출:요코우치 켄스케, 2009년 10월 30일 ~ 31일, 텐노스 은하 극장)[9]
- The Mercy Seat (원작:닐 라뷰토,　2016년 4월 13일 ~ 17일,　극장 전차, 나토리 유코와 2인 연극) - 벤[10]
- 성우 구연 SPECIAL "로이드의 거인정복" (무성영화에 배역을 나눠 실시간 변사 역할을 하는 이벤트) 2015년 11월 7일[11]
- SOUND THEATRE×さよならソルシエ (2016년 12월 3일~4일, 이치카와시 문화 회관[12]
- 黄昏かげろう座 (타바타 토모코와 2인 연극, 2016년 12월 10일~11일)[13]

### 기타
- 바나나 백서 ~ 무엇이든지의 나와 그녀 (1994년 인사 출연)
- Double-Action Wing form - 노가미 료타로 ( 사토 타케루 ) & 지크 (미키 신이치로) 명의[14]
- 그 노래가 들린다
- 공휴일 15 주년! 포켓몬 영화 이름 장면 울트라 랭킹 스페셜 !! (코지)
- 12 명의 상냥한 암살자 ( 아마노 하야토 )
- 해저 2 만 마일 (노틸러스 호 승무원)
- BS 만화 야화(나레이션)
- 애니상점 특급 2007년 여름 (성격)
- 로즈 테일 시리즈 ( CR 로즈 테일 궁극 , CR 장미 이야기 豊丸산업 의 파칭코 대): 딜러 역
- CR 인술 결전 달빛 - 하야부사 (파칭코)
- CHEMISTRY 싱글 Period 의 CM (CM 나레이션 로이 머스탱)
- 도쿄 국립 박물관 특별전 '베이징 고궁 박물관 200 선」음성 안내 ( 건륭제 )
- 함께 살아가는 ~SHELLY와 다니엘 걸은 동북 500 킬로미터 ~ (나레이션)
- Let 's 천재 텔레비전 군 (나레이션)
- 겟어웨이 (일본 판 극장 예고편 나레이션)
- 세계 충격 스토리 (목소리 출연)
- 모리 아트 센터 갤러리 「 폼 페이 벽화 전 」의 음성 가이드
- 성우 박물관 2016.03.18 - 4/28 특별코너
- [대담] 수퍼스포츠카 페스타 IN 누마즈(沼津) 2016.08.13-14
- [방송] 스와베 준이치 presents.UNLIMITED MOTOR WORKS #1 feat. 미키 신이치로
  - 스와베 준이치 presents.UNLIMITED MOTOR WORKS #2 feat. 미키 신이치로 & 스즈무라 켄이치 보관됨 2016-08-09 - 웨이백 머신[15]
- [방송] AT-X 미키신이치로의 환대 드라이브
- 카케가와(掛川) 팝컬쳐 서밋 "성우혼" 카게가와 대회 심사 2016/10/22(土) 카케가와 성 공원

### 영상물
*행사나 무대영상을 DVD나 블루레이화 시킨것들을 포함. 일본과 DVD국가 코드가 달라 한국 DVD플레이어로는 재생이 불가하다.(블루레이는 상관없음)
- SUPER VOICE WORLD 꿈과 자유와 해프닝 DVD
- BLEACH SOUL SONIC 2005 "여름"
- 86 극 (MONDO21)
- 이벤트 DVD 박 앵귀 ~ 벚꽃 연회 ~[16]
- 이벤트 DVD 머나먼 시공속에서 - 머나먼 잔치 -[17]
- 이벤트 전국 BASARA (戦国BASARA)[18]
- '환상의 슈퍼카 시리즈 "블루 레이 · DVD (나레이션)
  - "람보르기니 미우라 & 월터 울프 쿤타치 Ver. 1"
  - "페라리 288GTO & 365GTB / 4Daytona Ver. 2"
- 미키적 동화 환등단(三木的御伽幻灯団)[19]
- 오노사카+코니시 O + K 2.5차원 애니메이션 제 3권
- 모리카와 씨의 해피 보 럭키 Vol.9, 10
- 수퍼스포츠카 페스타 IN 누마즈(沼津) - 간사이 스마트폰 DE 칸테레 방송[20]
  - 11/11 (금) 「 슈퍼카 이벤트 페라리 편 」
  - 11/18 (금) 「 슈퍼카 이벤트 람보르기니 편 」
  - 11/25 (금) 「 소유자 좌담회 페라리 편 」
  - 12/2 (금) 「 소유자 좌담회 람보르기니 편 」